# Палац Казерта
Палац Казерта (італ. Palazzo Reale, також італ. Reggia) — найбільший за розмірами королівський палац у місті Казерта, околиці Неаполя, вибудований в середині XVIII століття в перехідній стилістиці від пізнього бароко до класицизму.

## Загальна характеристика

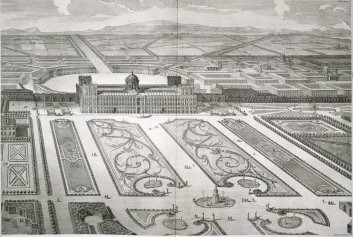
Палац Казерта, перспективний вигляд за первісним проєктом, гравер Карло Ванвітеллі

Бароковий палац в Казерті належить до найбільших королівських резиденцій у Італії та в Західній Європи. Він більший за розмірами від палацу Гет-Лоо в Голландії, Зимового палацу  у Санкт-Петербурзі,  низки королівських палаців у Іспанії, Букінгемського палацу в Лондоні. 
Палац Казерта мало поступається розмірами велетенському Версальському палацу, велич і гігантоманію котрого наслідував. Однак, палац Казерта, на відміну від довготривалого будівництва Версальського палацу, був вибудований за відносно короткий історичний термін і має більшу стилістичну цілісність, ніж палац французьких королів. Впливи Версальського комплексу відбилися і в розплануванні оточення (трипроменеве розпланування під'їзних  шляхів), і в створенні довгої осі ансамблю, що губилася в далечині на обрії, і в спробі створити велетенський, надлюдського розміру сад бароко з каскадом, фонтанами, садово-парковими скульптурами. Первісний проєкт палацу передбачав створення бічних веж на кутах палацової споруди, що мали відсилати знавців палацової архітектури до іспанських алькасарів, перевищуючи їх за розмірами. В реальному палаці від них відмовились. Відмовились також і від велетенського саду бароко, частка котрого замінена на пейзажний парк англійського типу. Таким чином, з роками палацово-парковий ансамбль в Казерті набув оригінальності і власного характеру, незважаючи на невеликі домішки і впливи інших зразків. 
Палац Казерта розташований на відстані сорок (40) кілометрів на північ від сучасного Неаполя. Палац копіював державницьке значення Версальського палацу, значення королівської резиденції роду Бурбонів і був водночас як королівською резиденцією, так і державним закладом, де розмістили кабінет міністрів Неаполітанського королівства та обох Сицилій. 
З грудня 1997 року палац Казерта став частиною Всесвітнього культурного спадку ЮНЕСКО в Італії.

## Історія створення і проєкт

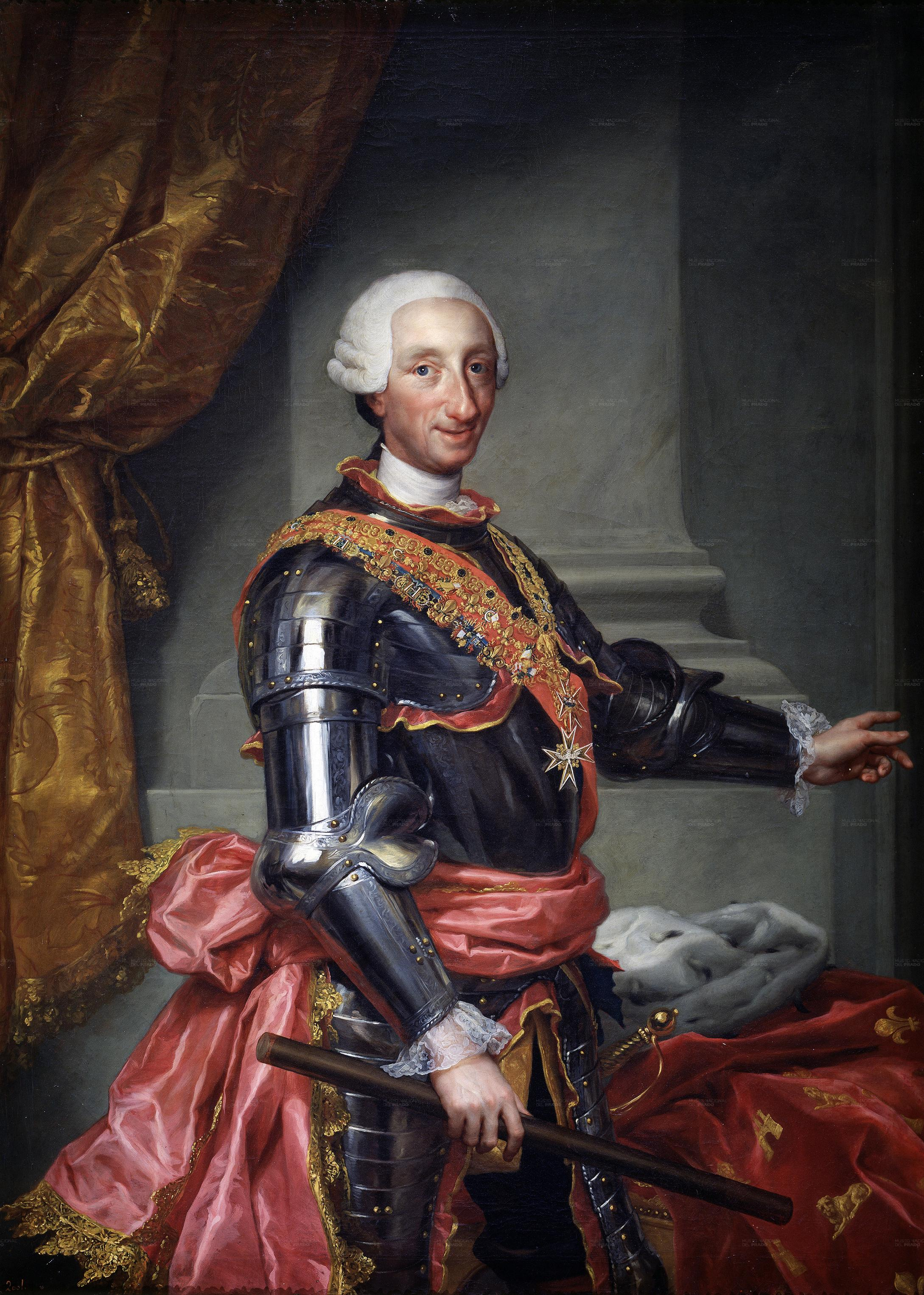
Антон Рафаель Менгс. Король Карлос III, перший замовник і володар палацу Казерта. Національний музей Прадо, Мадрид.

За результатами Віденського миру 1738 року королем Неаполя і Сицилій визнали Карла. Молодий король почав будувати нові резиденції. Неаполь, бунтівний і перенаселений бідняками і жебраками, його не задовольнив. До того ж, Королівський палац у Неаполі був мало захищений і вразливий з боку моря.
Король надумав створити нову резиденцію за зразком Версаля за межами Неаполя. Новий майдан був знайдений в провінції Казерта. 1750 року (за офіційною версією) за ціну у 489 343 дукатів у графа Мікеланджело Каетані ді Сермонета була придбана земельна ділянка для реалізації амбітного проєкта монарха. 
За неофіційною версією, ділянка була конфіскована у Мікеланджело Каетані ді Сермонета «за злочини проти Бурбонів» .
Проєкт нової королівської резиденції в Казерті замовили архітекторові Луїджі Ванвітеллі. Останній був учнем архітектора Філіппо Ювара і заробив добрий авторитет як будівничий низки прагматичних і парадних споруд. Так, Луїджі Ванвітеллі за дорученням папи римського перебудовував базиліку в Лорето, відому католицьку святиню в Італії.
Король отримав готовий проєкт масштабної резиденції роботи Луїджі Ванвітеллі 22 листопада 1751 року. Надлюдський розмір нового парково-палацового ансамблю, що сперечався розкошами з королівською резиденцією у Версалі, амбітного Карлоса задовольнив. Будівництво розпочали вже через два місяці, бо зима у Неаполі м'яка, не холодна. 
20 січня 1752 року (у день народження короля Карлоса) відбулась офіційна церемонія початку будівництва. В Казерту на будівельний майдан пригнали два полки та декілька ескадронів кавалерії, що вишукались рядами на поземному плані майбутнього королівського палацу.

## Бригада видатних архітекторів і будівельників

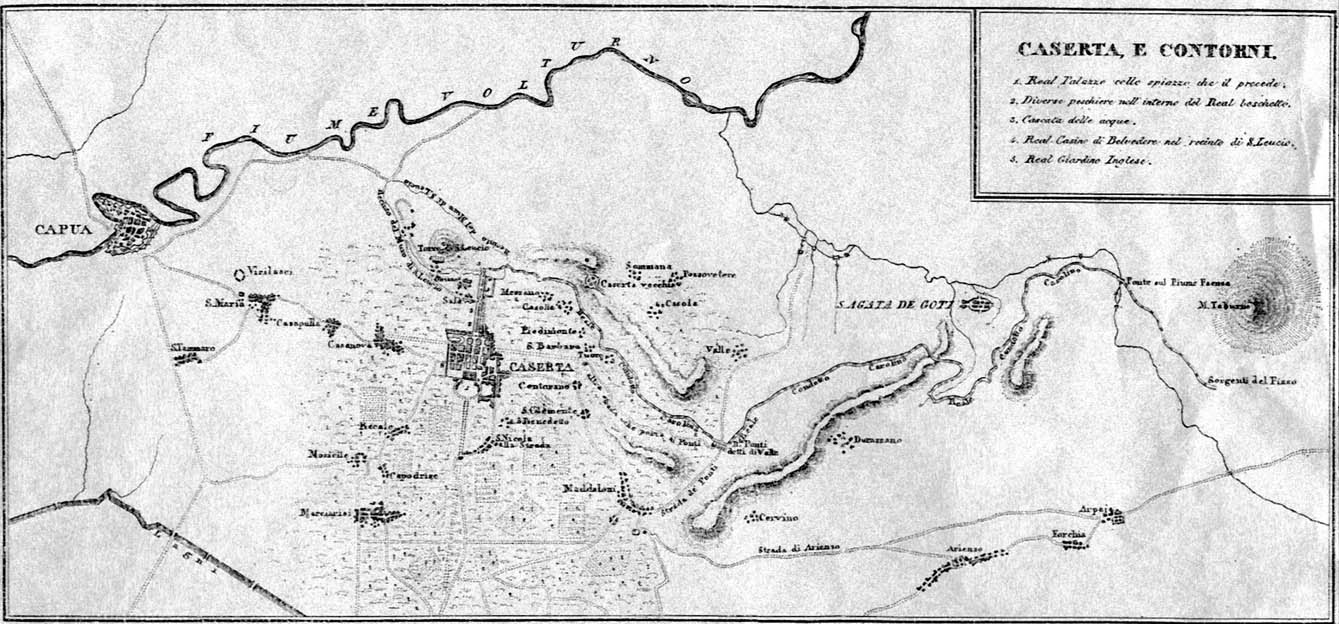
Палац Казерта, генеральний план від 1826 р.

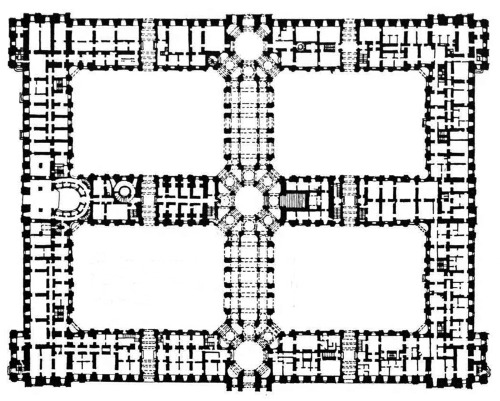
Палац Казерта, поземний план

Резиденція була настільки великою за проєктом, що окремі ділянки будівництва очолювали —
- Луїджі Ванвітеллі — головний архітектор, палац;
- Марчелло Фронтон, архітектор, його помічник;
- Франческо Коллечіні, інженер, будівничий нового акведука для постачання комплексу водою;
- Мартин Бьянкур, ландшафтний дизайнер по створенню великих парків і садівник, голова армії садівників;
- низка художників декораторів, майстрів обробки різнокольорових мармурів, ткачів і меблярів;
- майстри садово-паркової скульптури;
- інженери і майстри фонтанної справи тощо.

Палац вибудували за двадцять вісім років. Потім почався майже сторічний період декорування, облаштування, переробки і ремонтів інтер'єрів. Начерно палац був готовий вже за керування сина першого володаря — принца Фердинанда.
Сам Карлос III відвідував палац Казерта зрідка, бо заступив 1759 року на престол Іспанської імперії і відбув у Мадрид.
На будівництво було витрачено зі скарбниці Неаполітанського королівства 8 711 000 (вісім мільйонів сімсот одинадцять тисяч) дукатів за офіційними даними.

## План та архітектура палацу Казерта
Палацово-парковий ансамбль має типове барокове розпланування. Видовжена вісь ансамблю проведена через припалацову площу, сам палац і крізь сад за палацом. Каскад та канал у регулярному саду — візуальне відтворення цієї осі.

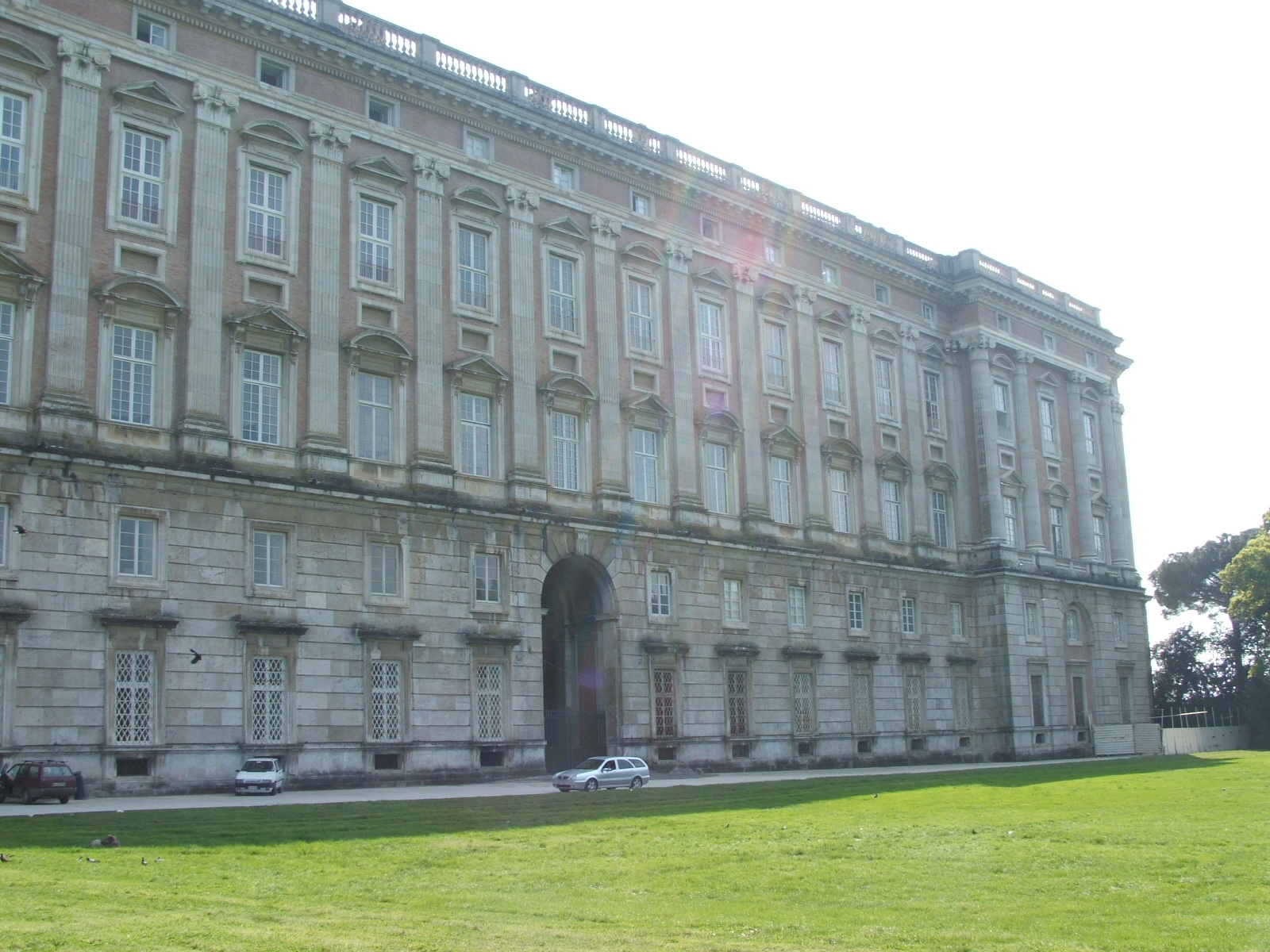
Палац Казерта, частина паркового фасаду, фото 2007

Палац спроєктований та вибудований у вигляді видовженого прямокутника без помітних ризалітів. Внутрішній простір розділений хрестоподібними корпусами на чотири видовжені та прямокутні двори. 
Кути видовженого блоку палацу мають незначні виступи з напівколонами, що є швидше натяком на справжні ризаліти. Палац має висоту тридцять вісім (38) метрів. Кількість приміщень з палацовим театром досягла 1200, а кількість вікон — 1970 . З міркувань безпеки короля навіть  військові казарми теж розмістили в службових палацових приміщеннях.
Але дощатий руст двох перших поверхів та міжповерхові карнизи і довгі балюстради на даху додають споруді приземкуватого силуету. Треба підійти близько до фасадів, аби відчути їх надлюдський розмір. Монотонну підстриженість має і парковий фасад Версальського палацу. У Казерті монотонну підстриженість намагались прибрати кутовими вежами та барабаном з куполом над середхрестям зали парадних сходів. Але з міркувань економії їх не вибудували, як не вибудували і повного кола корпусів овальної площі, повернутої у місто. За планом Ванвітеллі поряд повинні були вибудувати також університет для аристократів і окрему бібліотеку, котрі теж не були вибудовані. Король і архітектор Ванвітеллі планували 20 кілометрів під'їзного шляху, що теж залишилось тільки в проєкті. Але найбільший за розмірами сад бароко в Італії розпланували саме у Казерті.
Будівництво було проведене досить агресивно до середовища. Тут активно міняли природний ландшафт, а первісне поселення  перенесли до палацового комплексу на десять (10) кілометрів ближче, аби забезпечити будівництво дешевою робочою силою. До палацу підвели велетенський акведук, вибудували нову шовкову мануфактуру та будинки  для родин ткачів, прихованих декором, гідним для паркових павільйонів (район Сан-Леучіо).
Розміри зовнішніх фасадів 247 та 184 метрів. Фасади палацу не мають виразних архітектурних акцентів. Лише центр фасаду на місто та фасад у парк мають декор у вигляді тріумфальної арки з невеликим фронтоном. Але не вони впадають у око, а дещо монотонні і довгі ряди вікон зі стриманою лиштвою. Архітектор відмовився від використання колон на фасадах взагалі і використав лише напівколони і пілястри.
До найкращих зразків архітектури італійського бароко належить і зала зі сходами у середхресті комплексу. Пілони, пілястри і сходинки з балюстрадами створюють дивовижну картину казкового палацу, котрі створювали лише на умовних, фантастичних декораціях у італійських барокових виставах. Міць пілонів середхрестя мала підтримувати  підбанник і купол, котрі не були вибудовані. Тому конструкція мурів у важливих ділянках споруди досягла п'яти з половиною метрів завтовшки.

## Фасади палацу Казерта

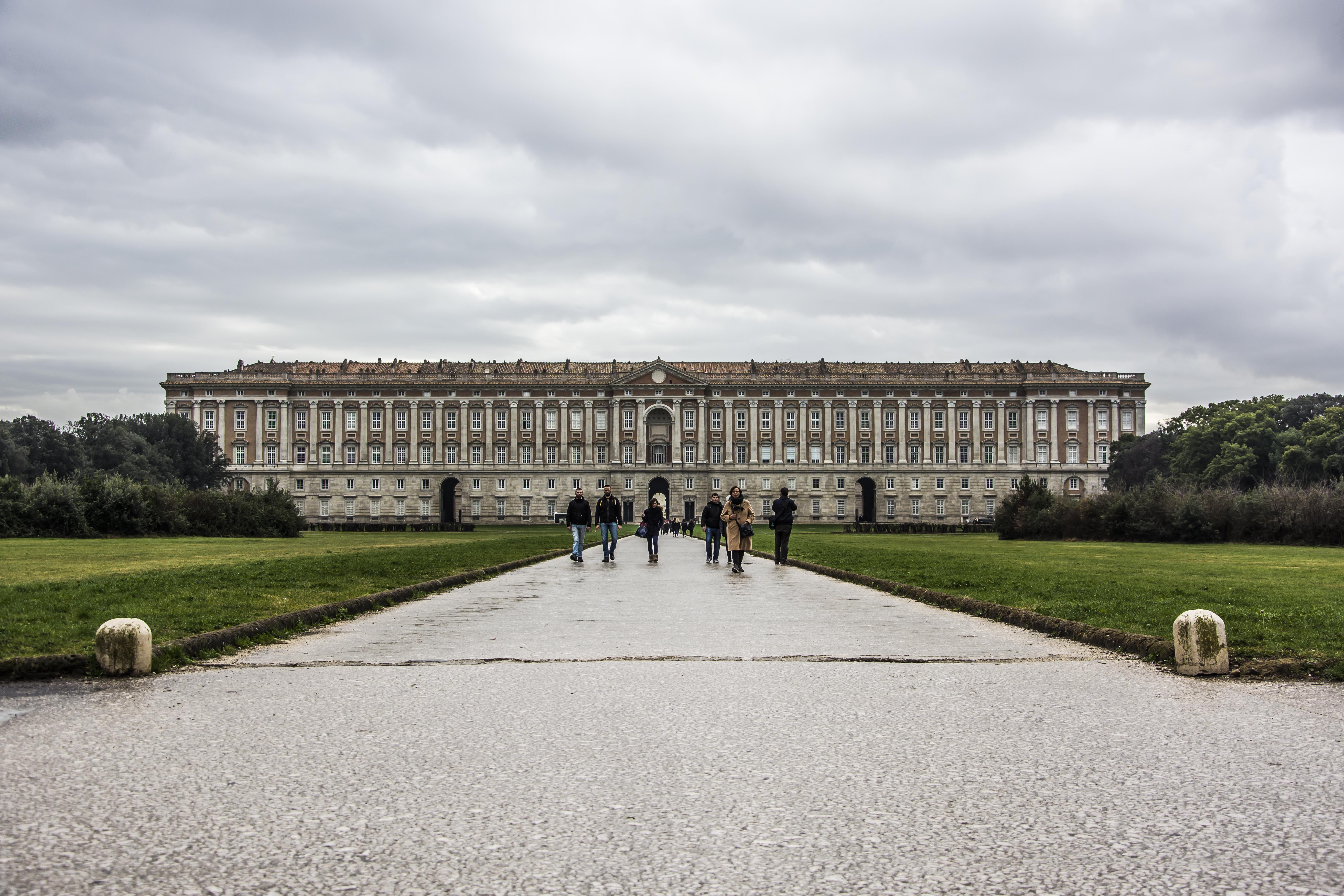
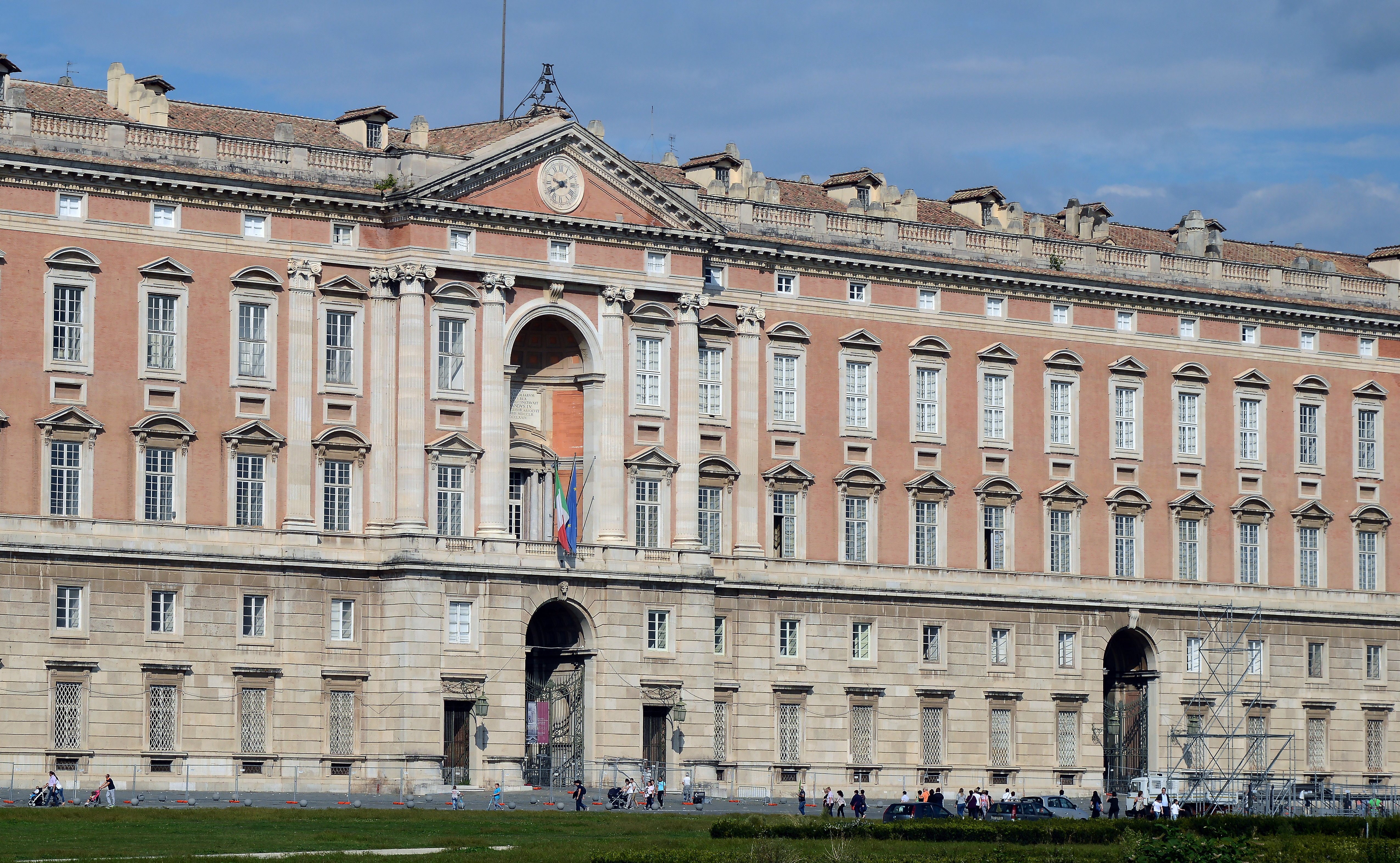
Частина фасаду на припалацову площу. Фото 2014
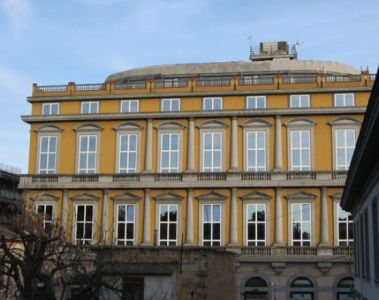
Фасад бічного корпусу
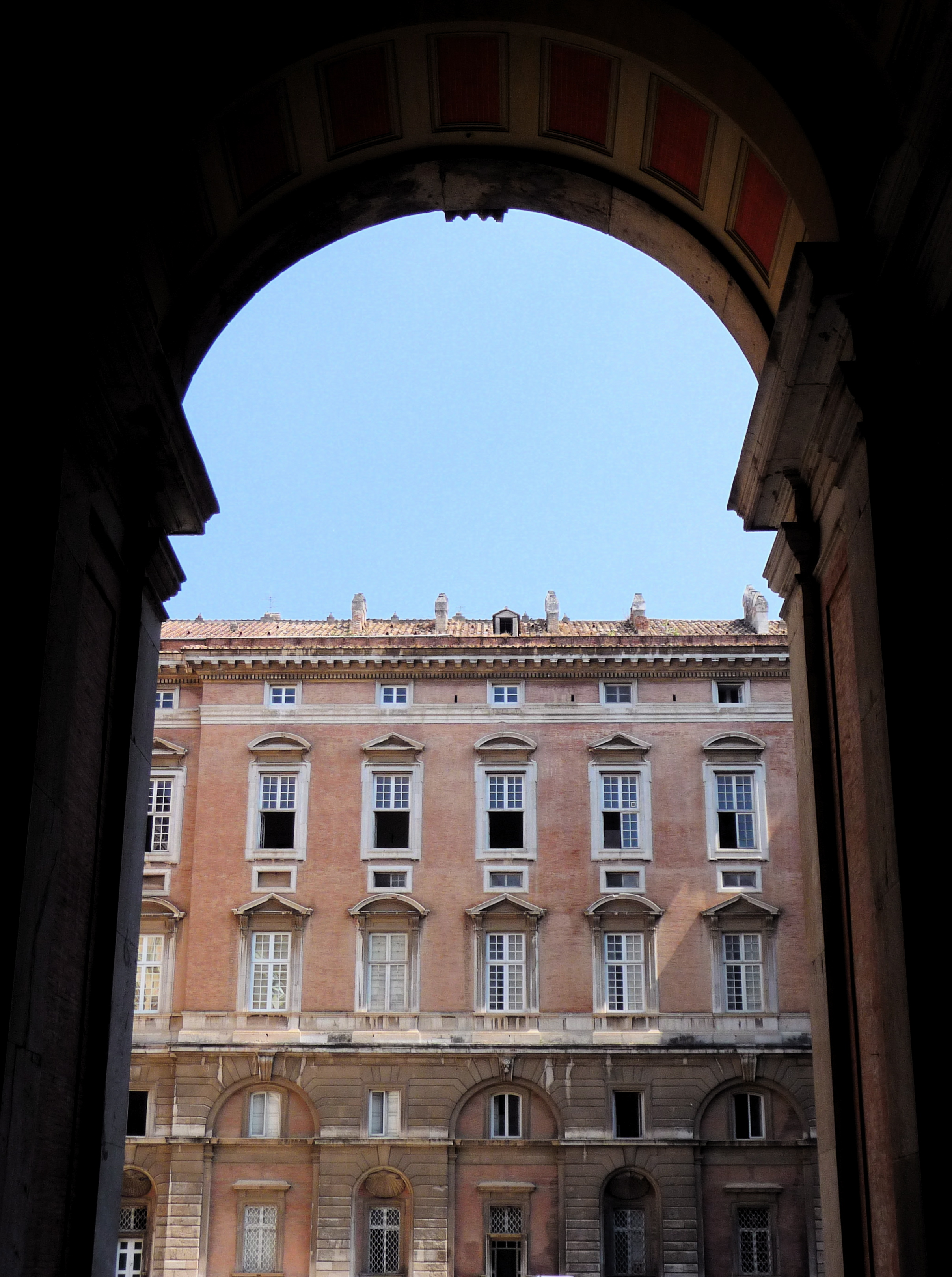
Один з чотирьох внутрішніх дворів палацу Казерта
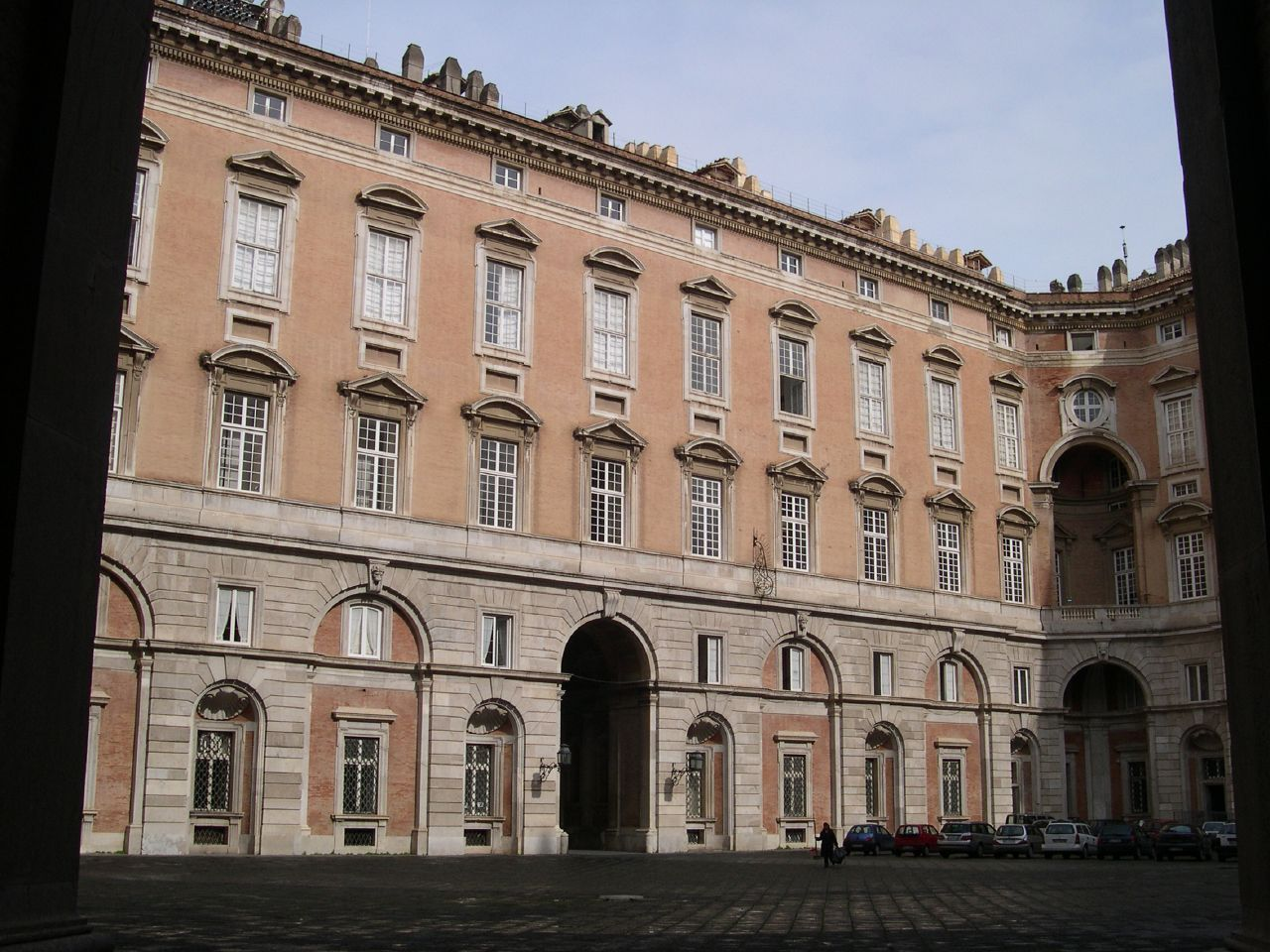
Внутрішній двір палацу, один з чотирьох велетенських

## Парадні сходи

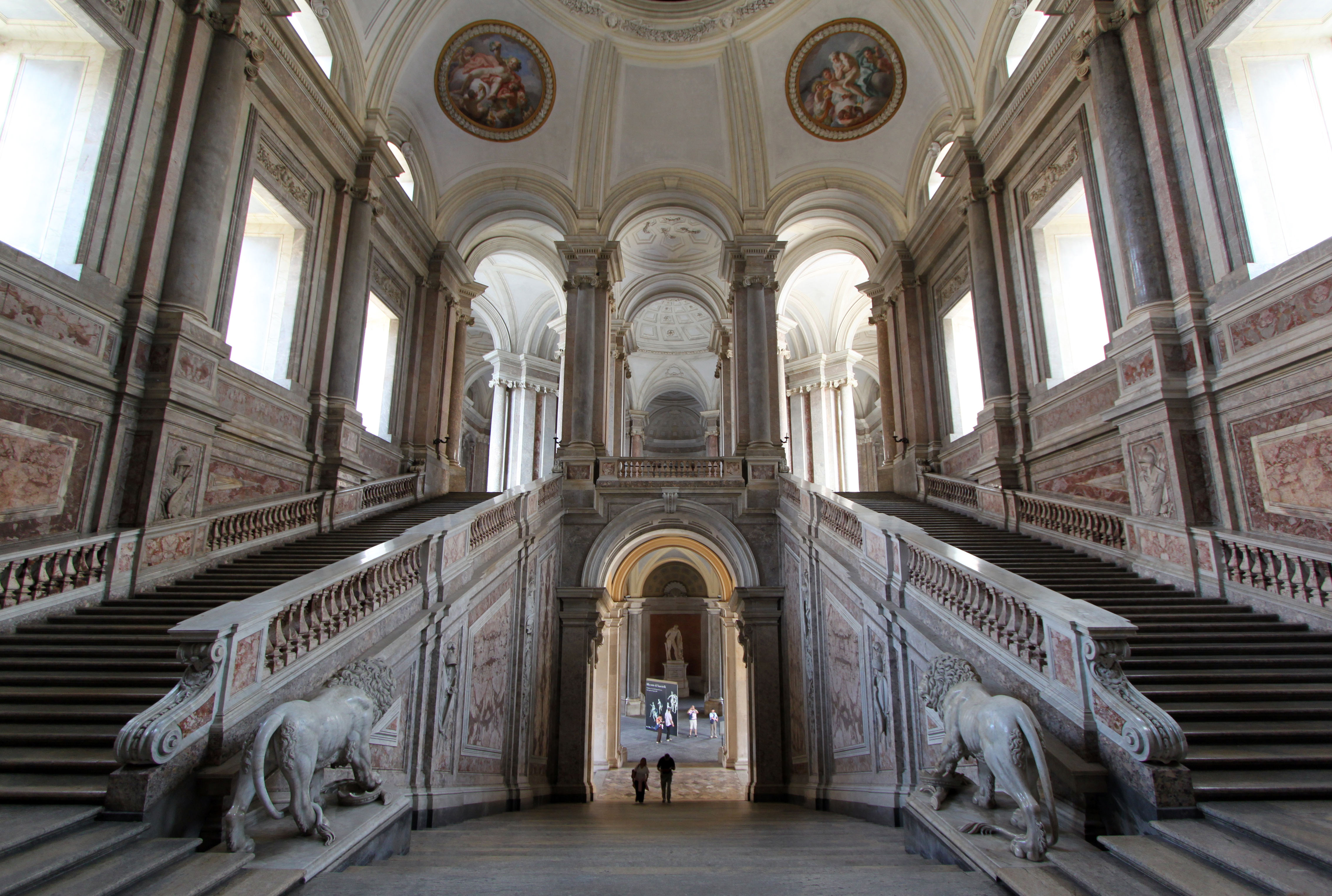
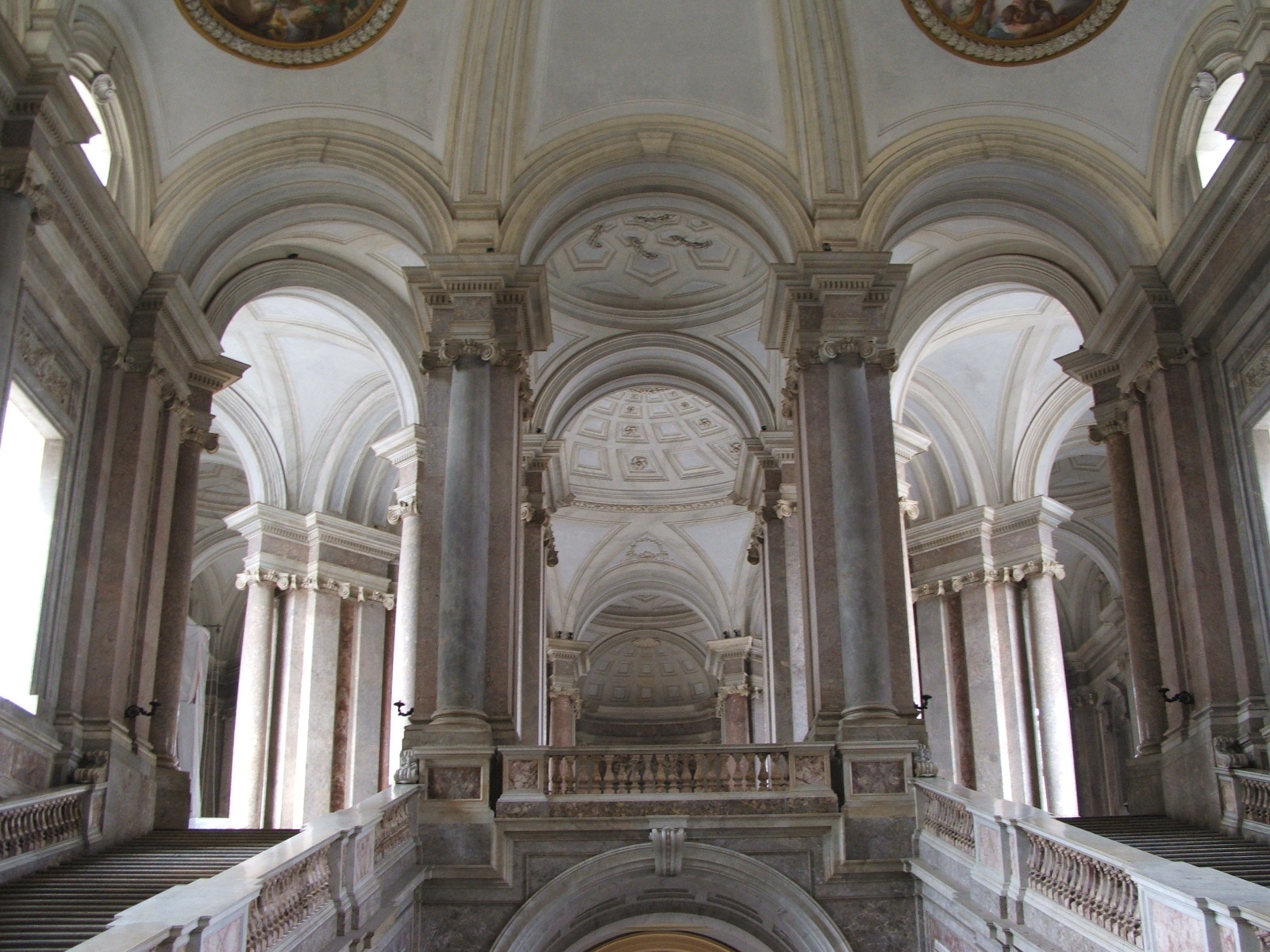
Барокова зала для парадних сходів в середині комплексу
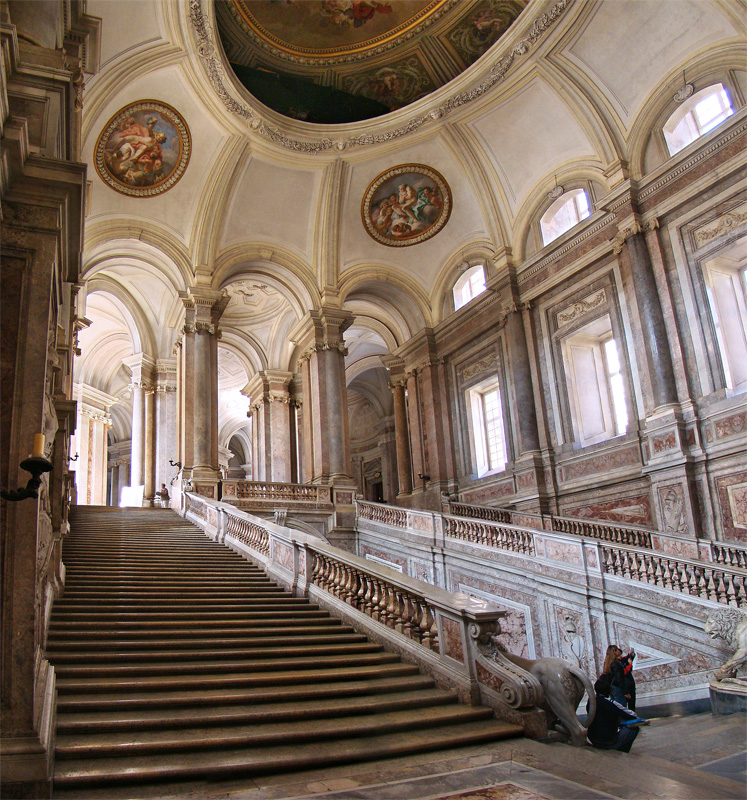
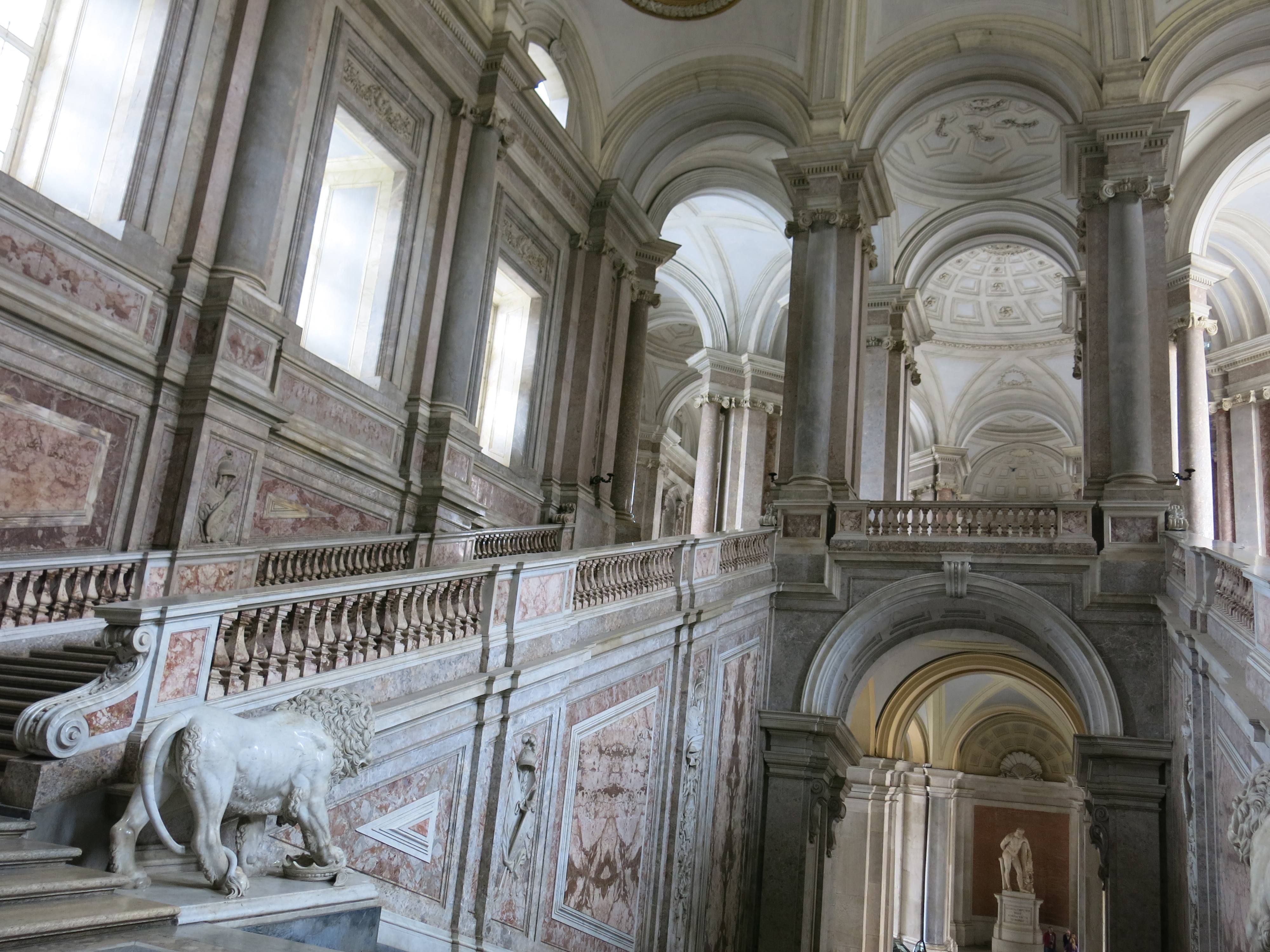
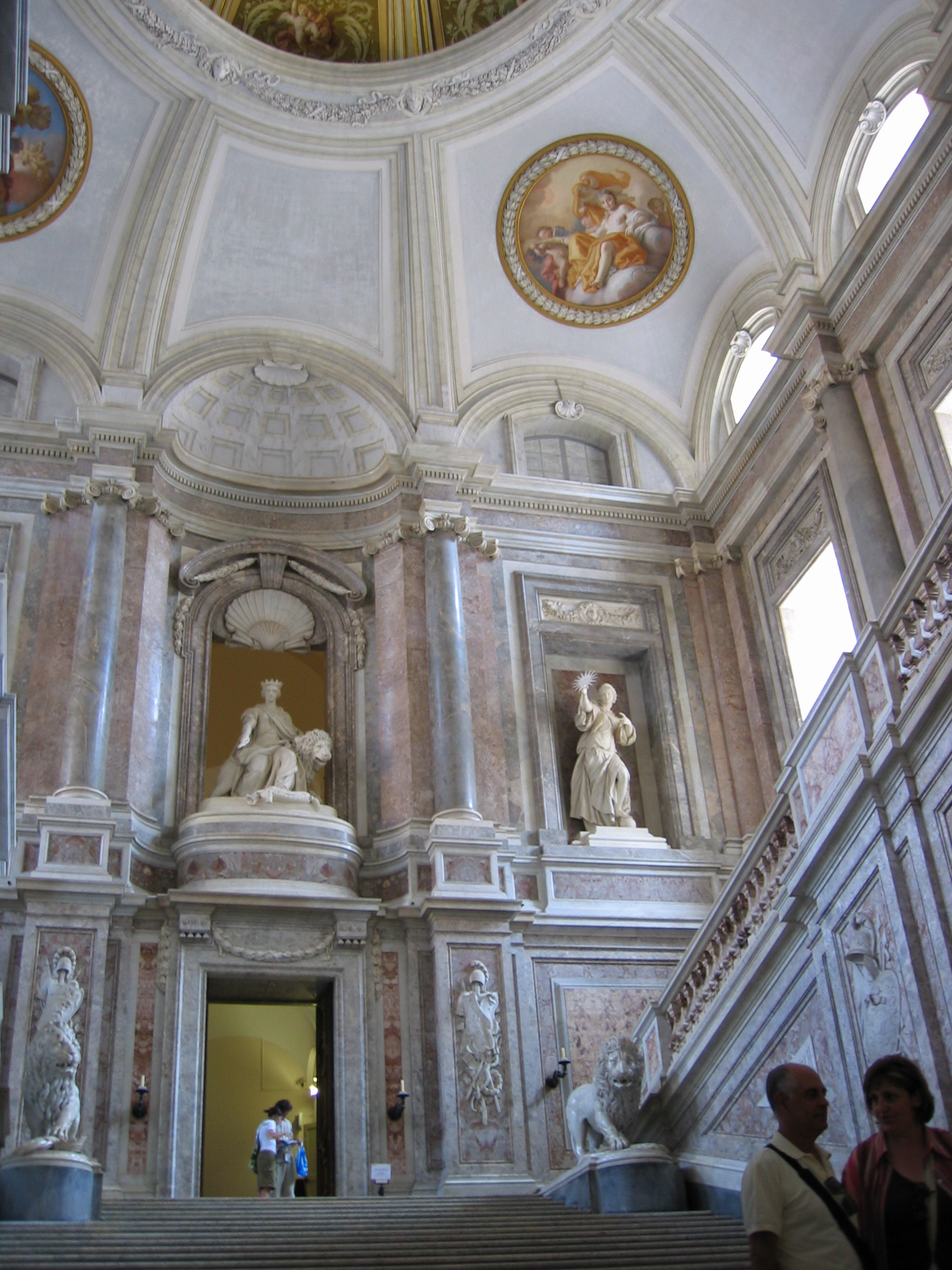

## Декоративна скульптура саду бароко

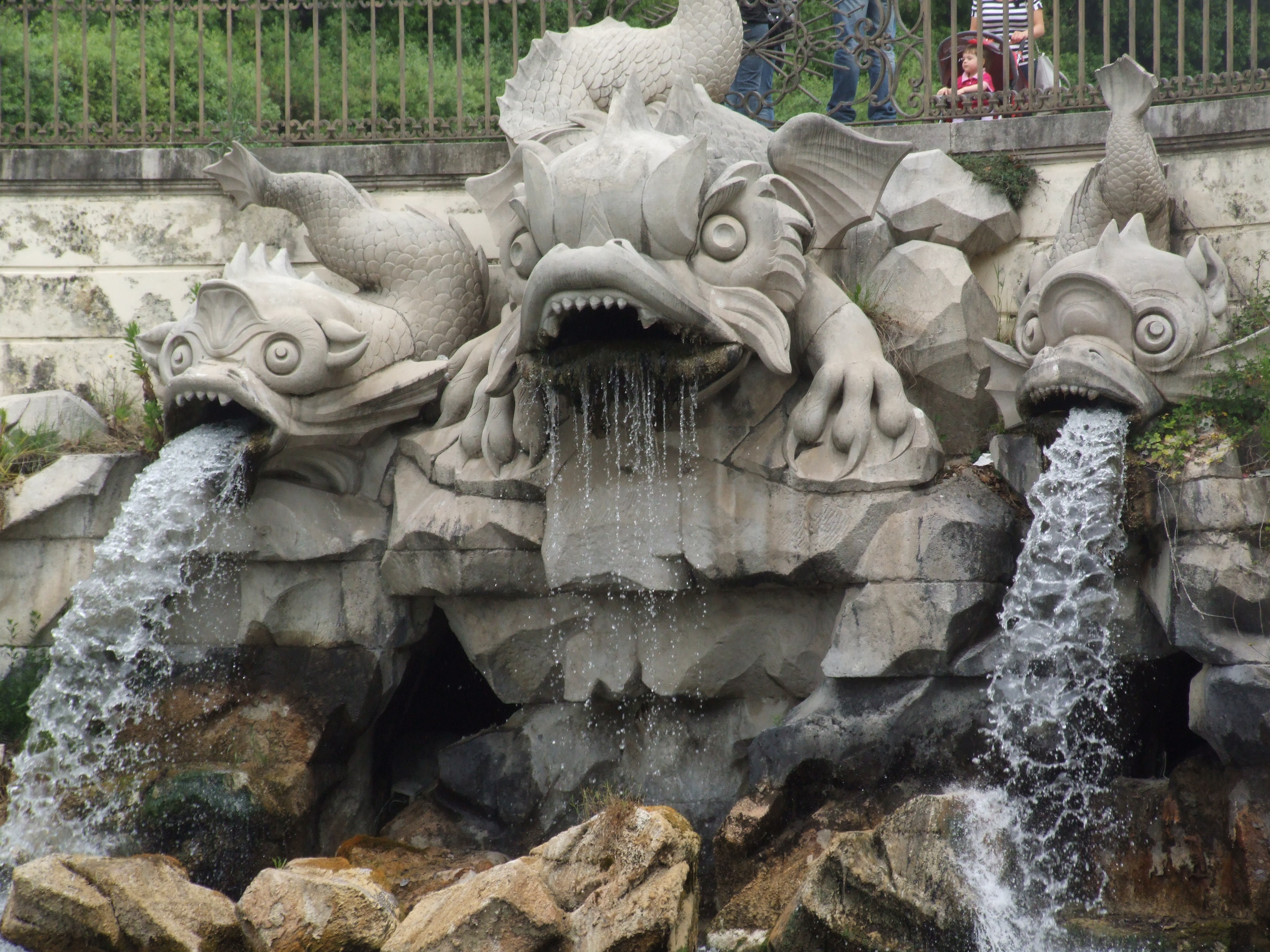
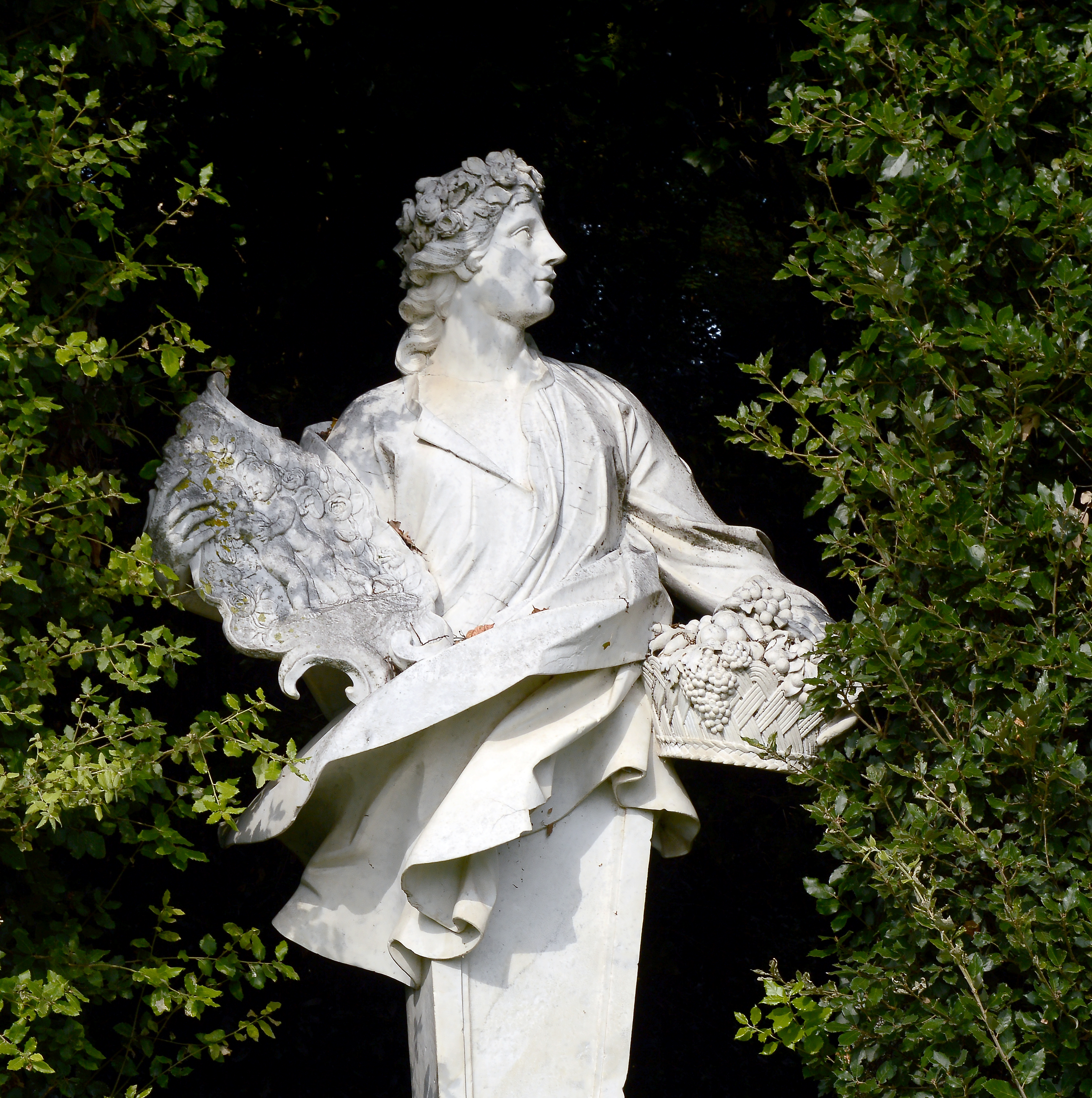
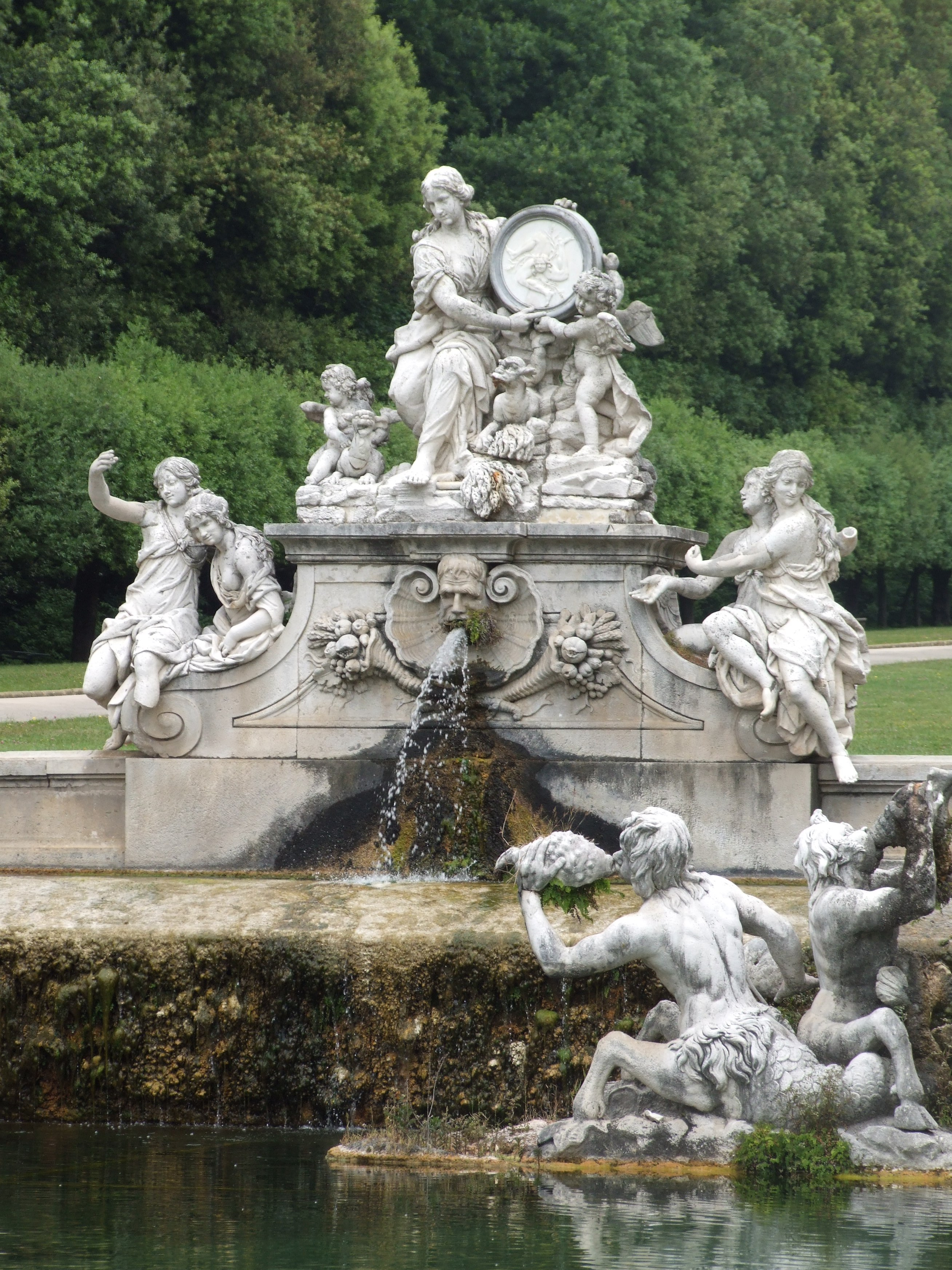
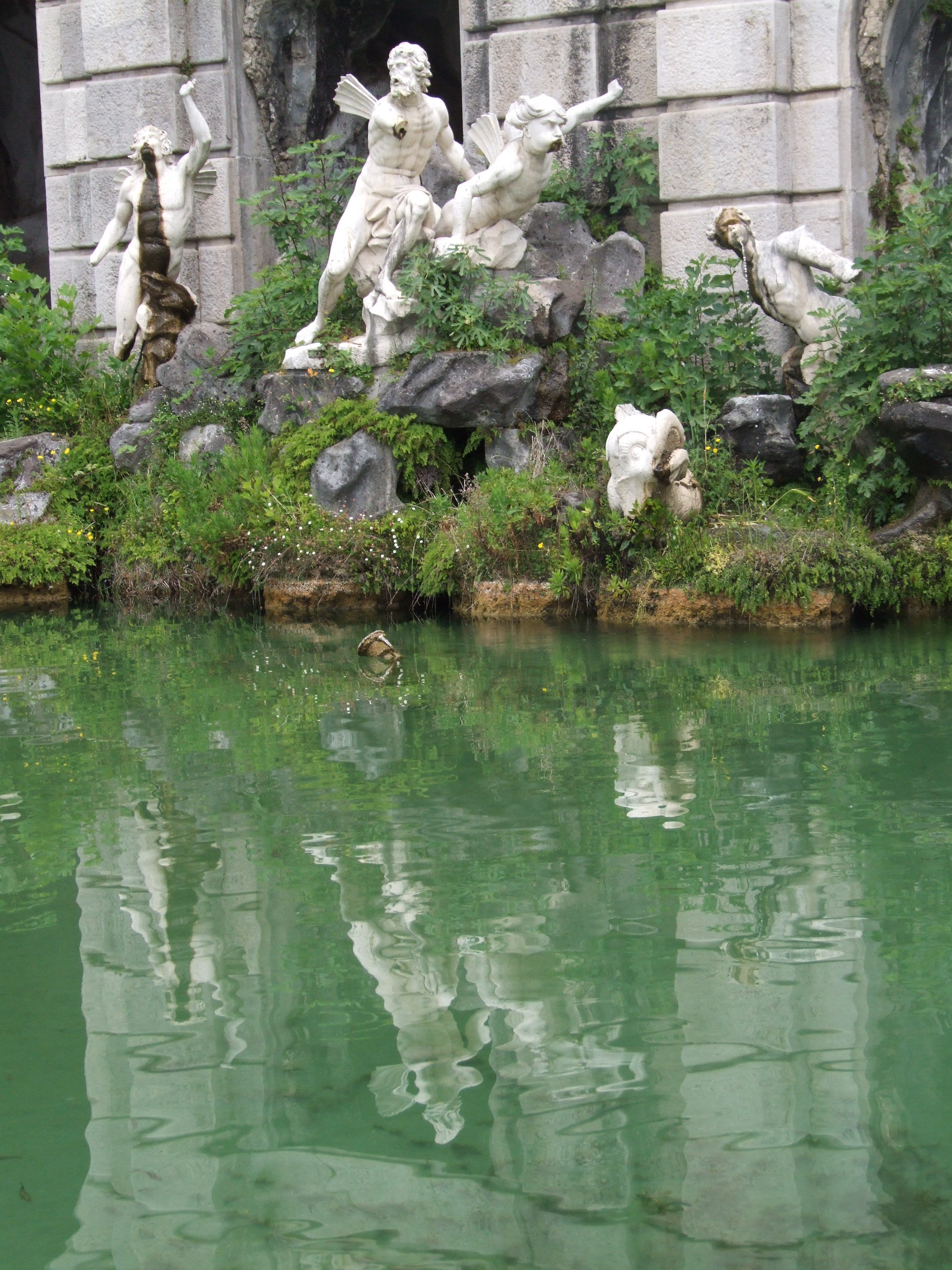
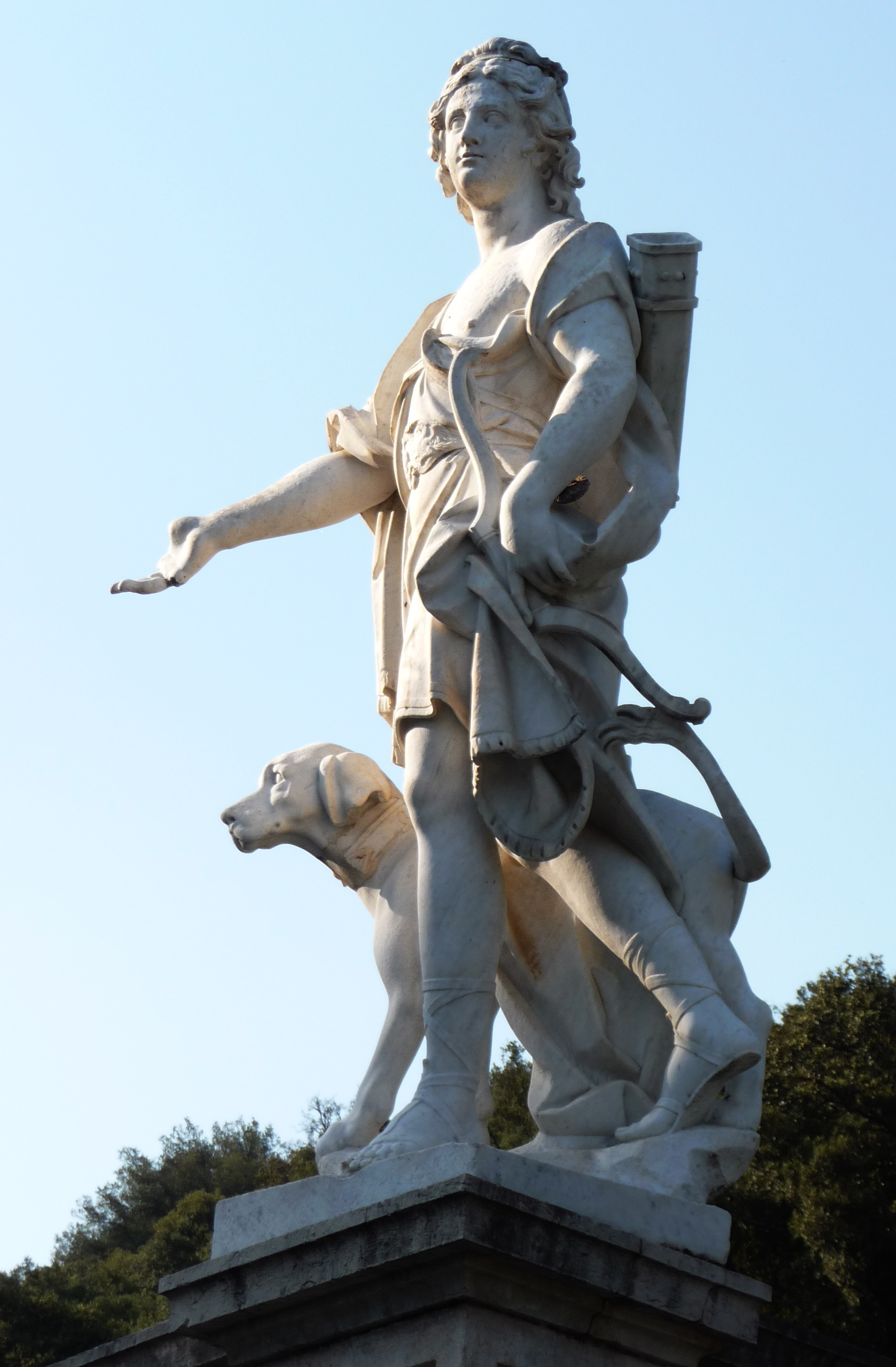

## Вибрані інтер'єри

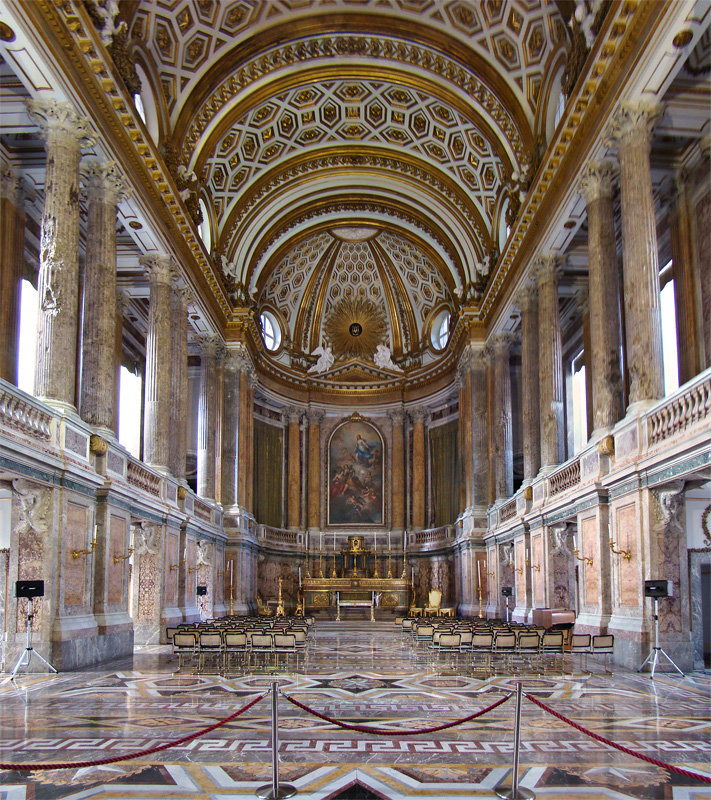
Каплиця в палаці Казерта
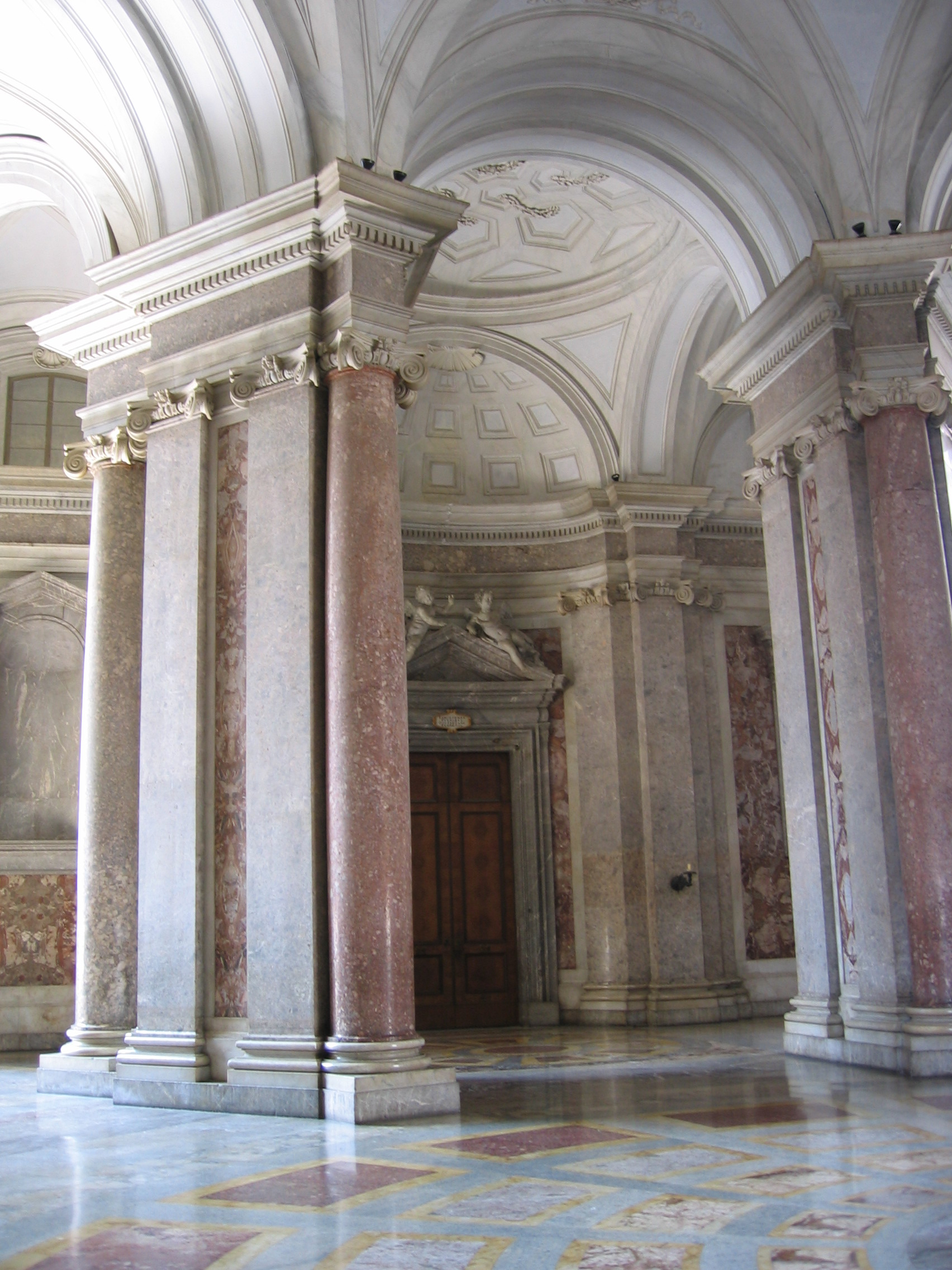
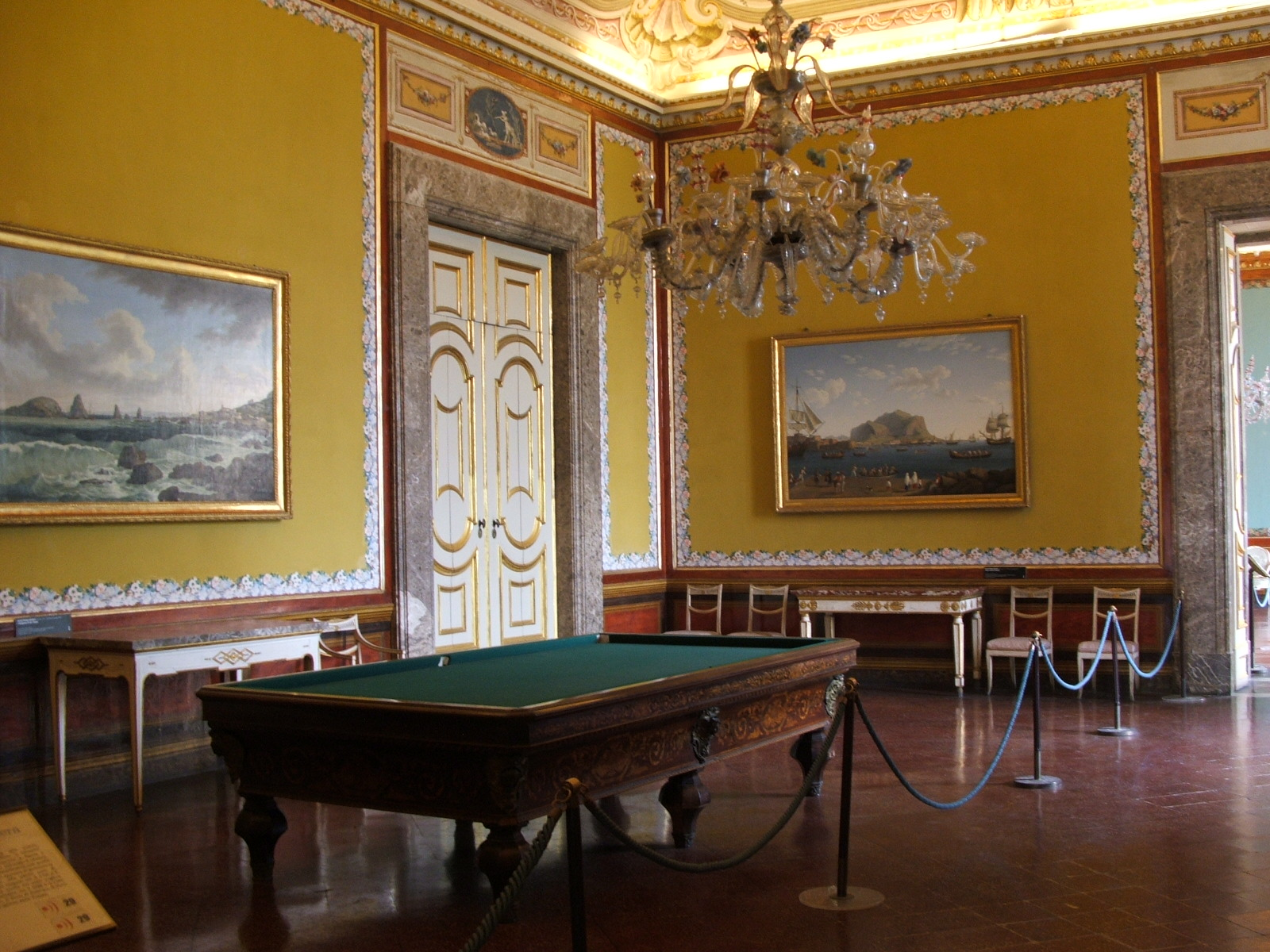
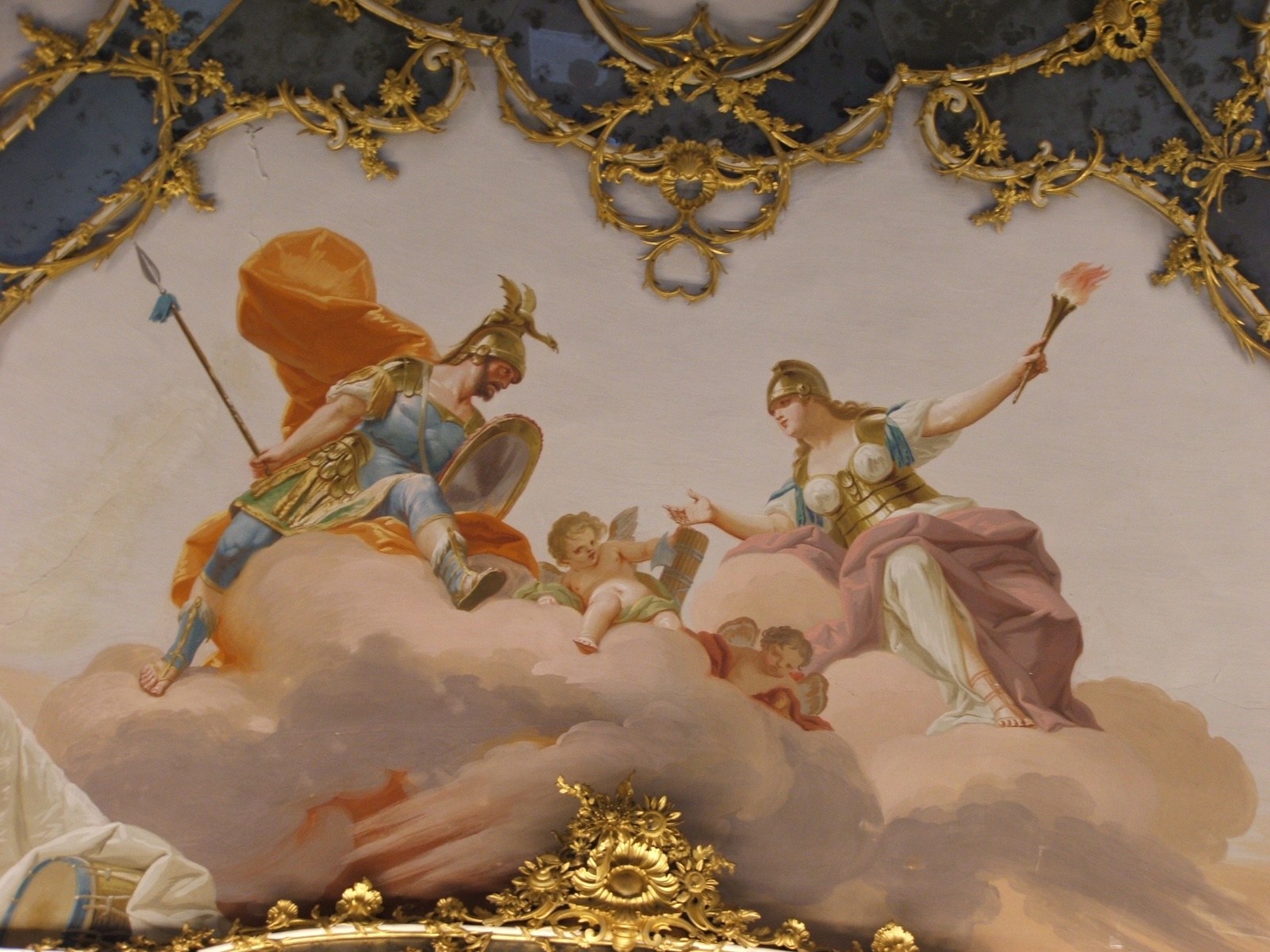
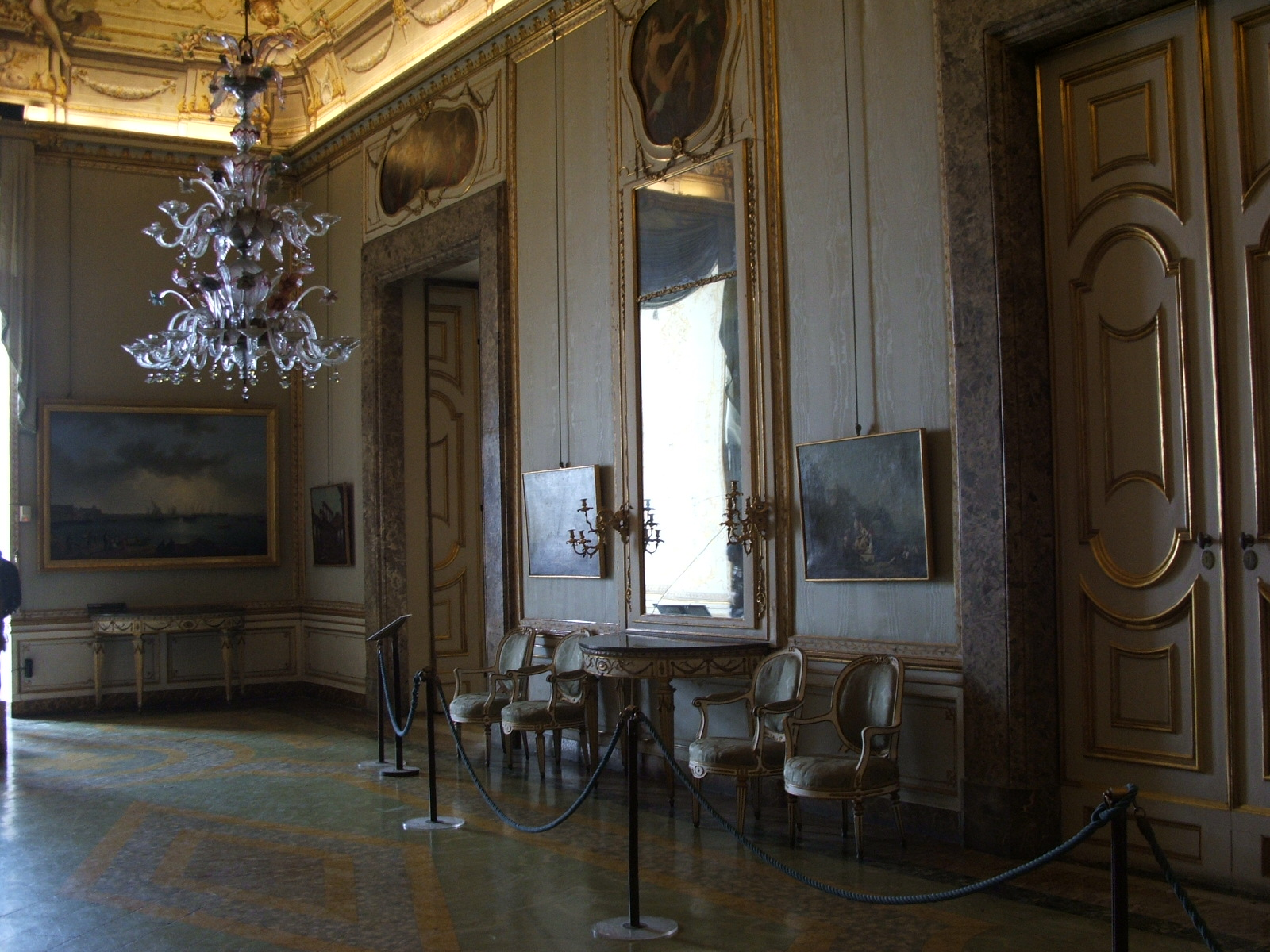
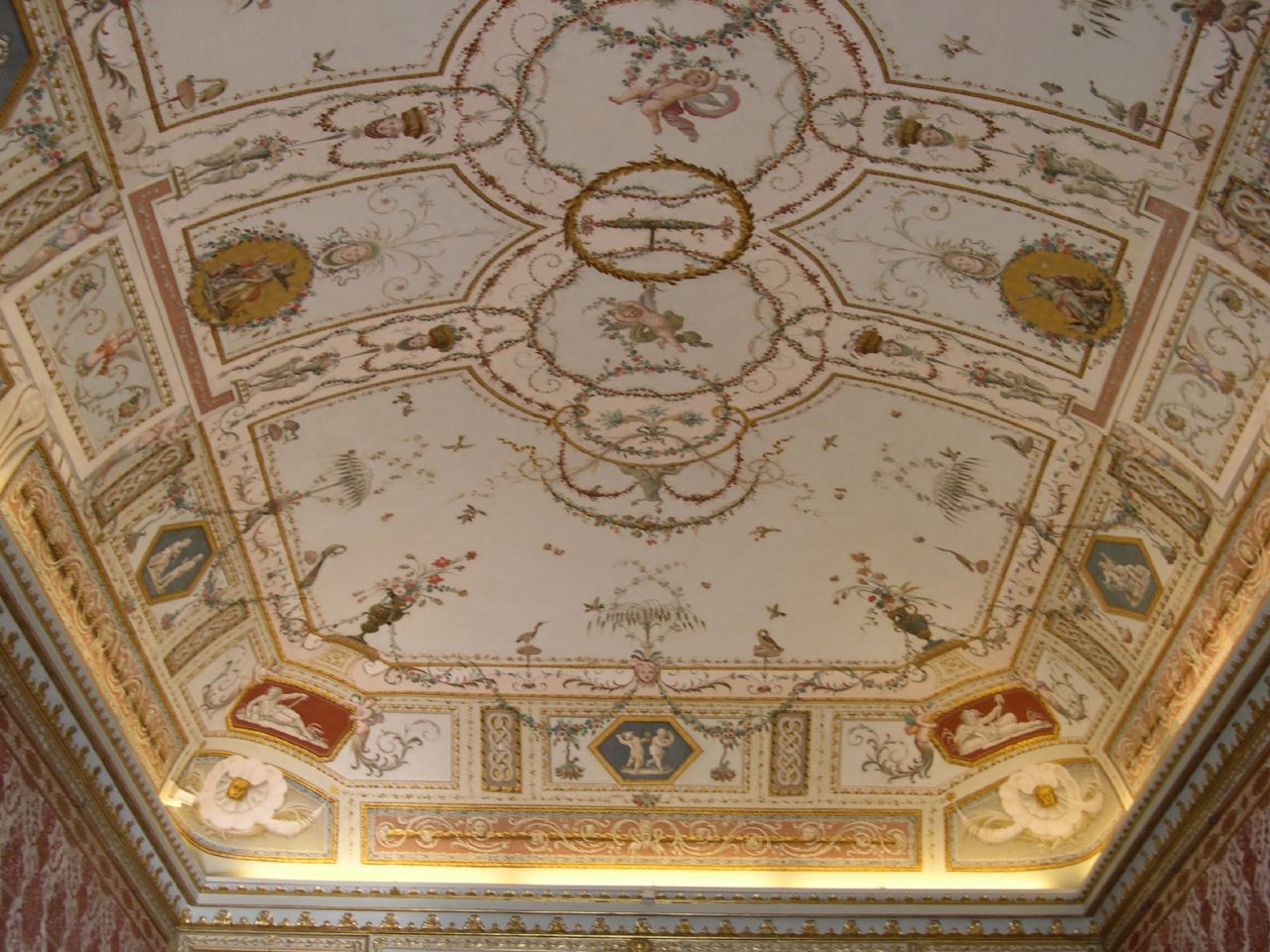
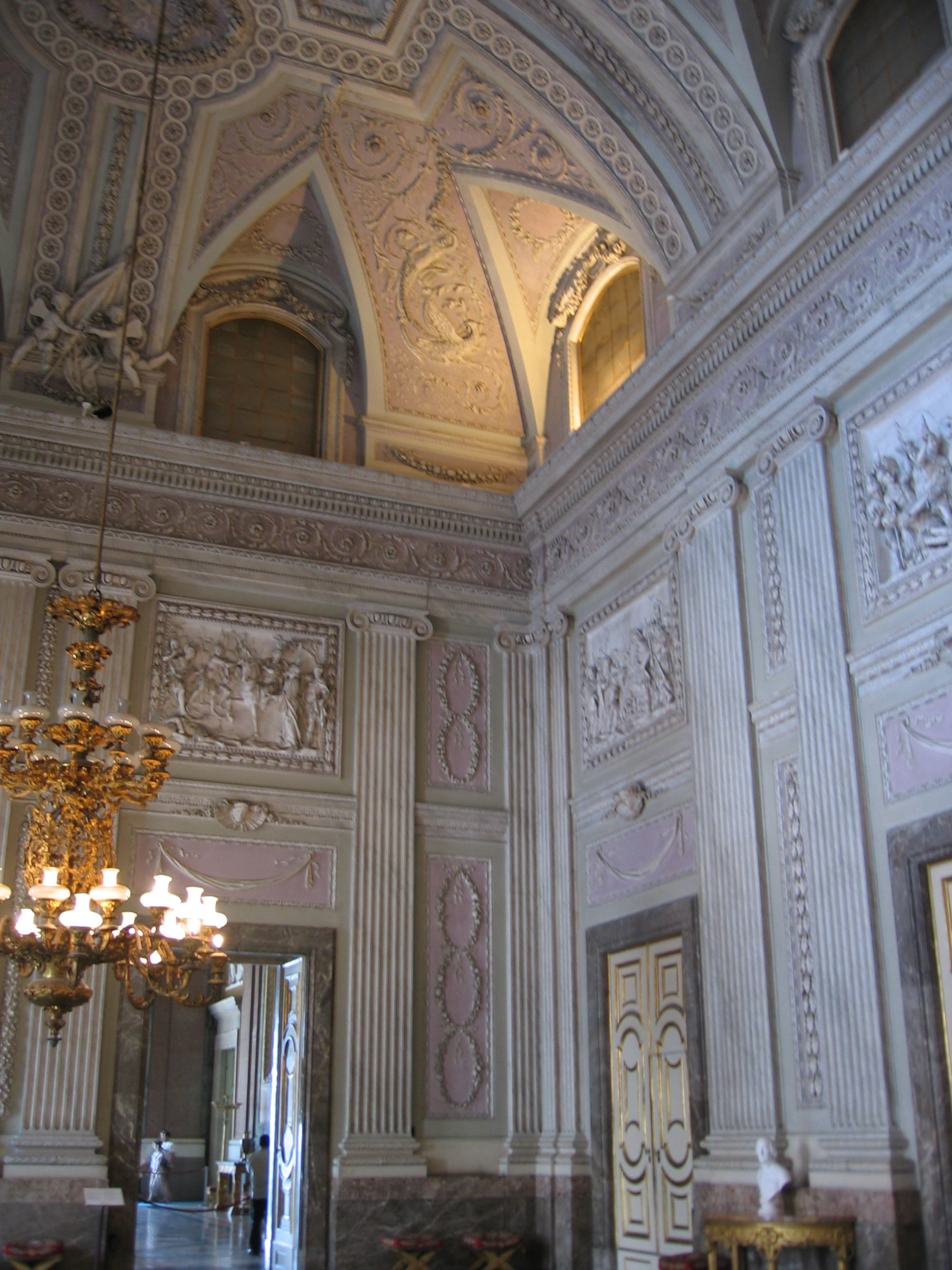

## Колекція портретів
Колекція портретів — це галерея офіційних ( компліментарних і парадних ) зображень володарів палацу чи їх вельможних родичів. Галерея має швидше історичне чи іконографічне значення, ніж мистецьке. Творів високого мистецького ґатунку серед них обмаль.

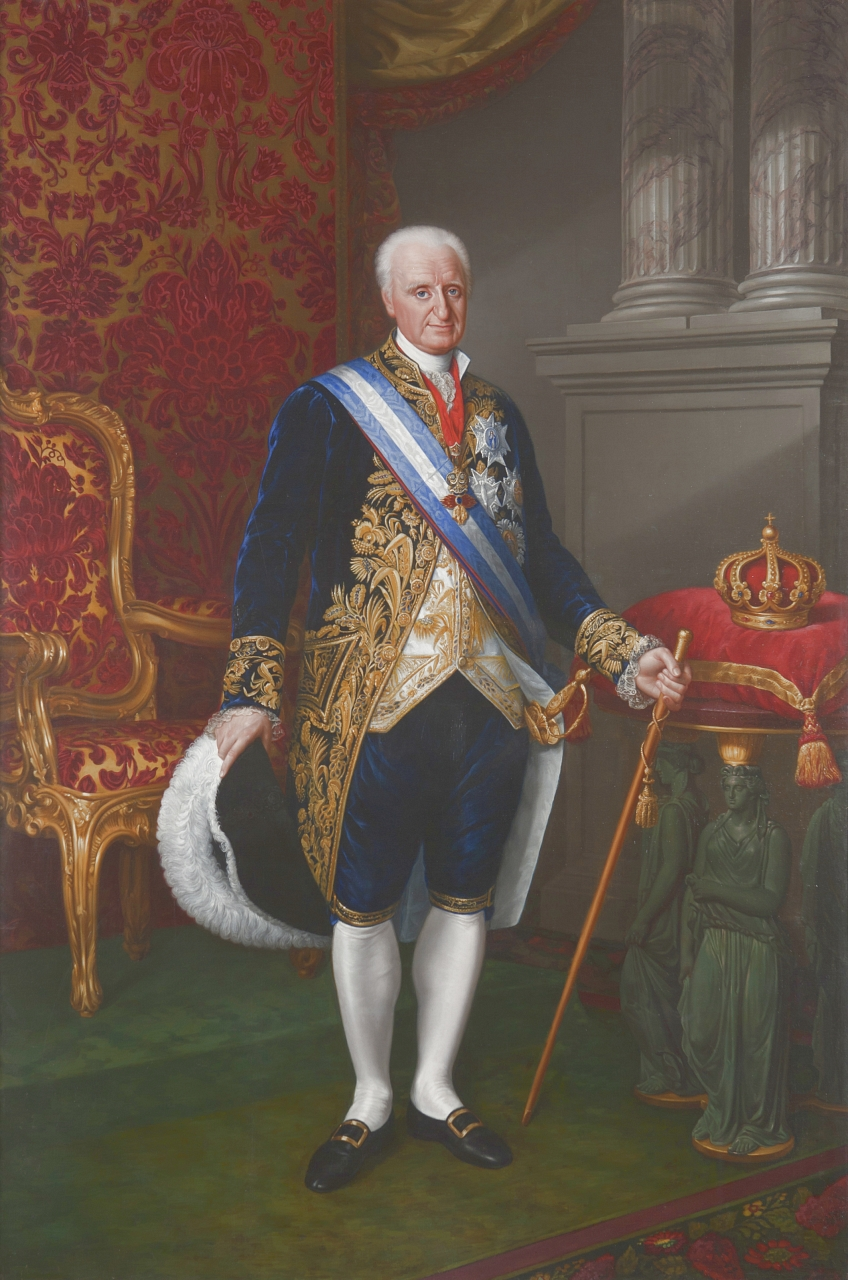
Худ. Карлос Еспіноса. Король Іспанії Карло IV, 1818
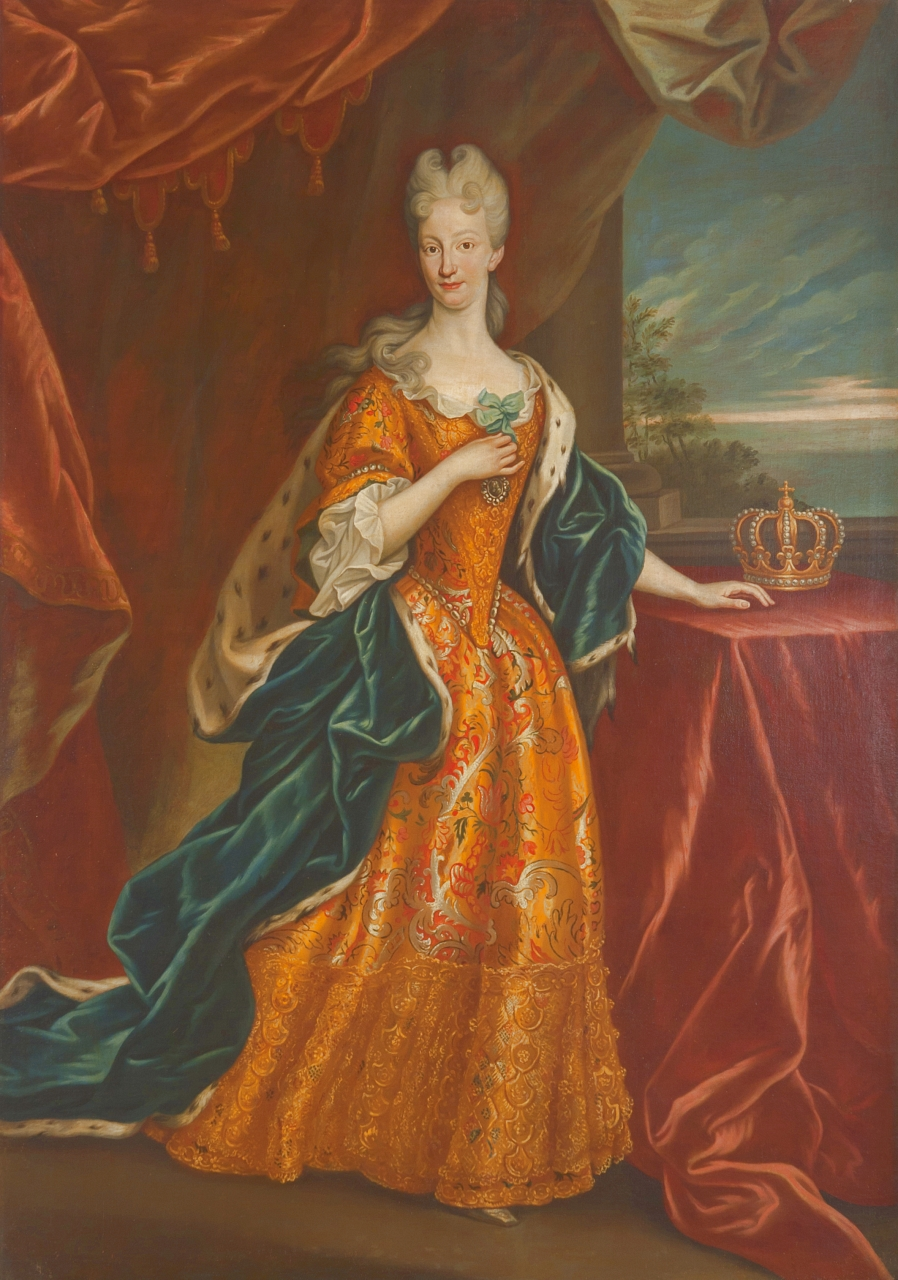
Худ. Джованні Марія делле Піане. Королева Ізабелла Фарнезе, бл. 1715
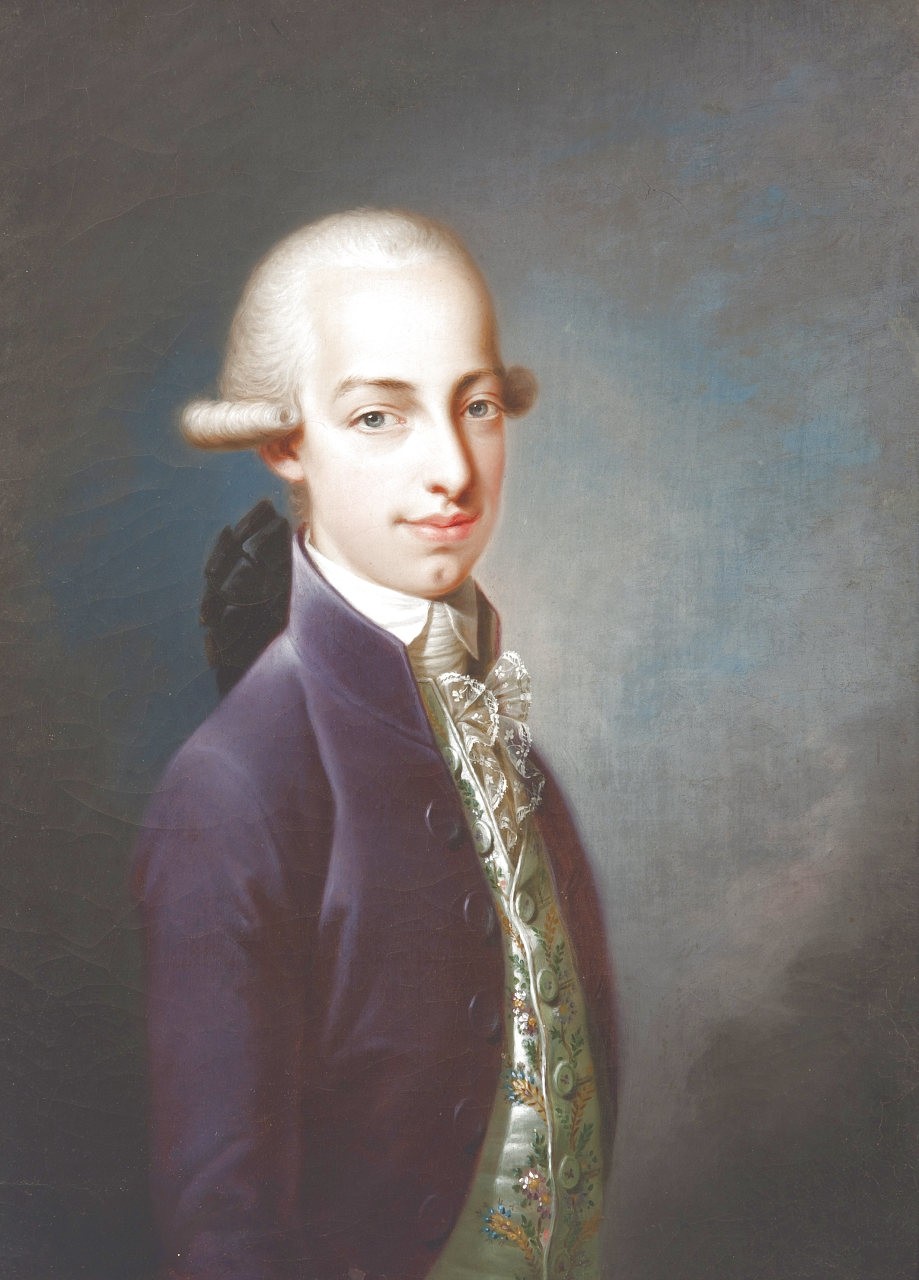
Худ. Йозеф Хікель. Князь Раньєрі, 1790
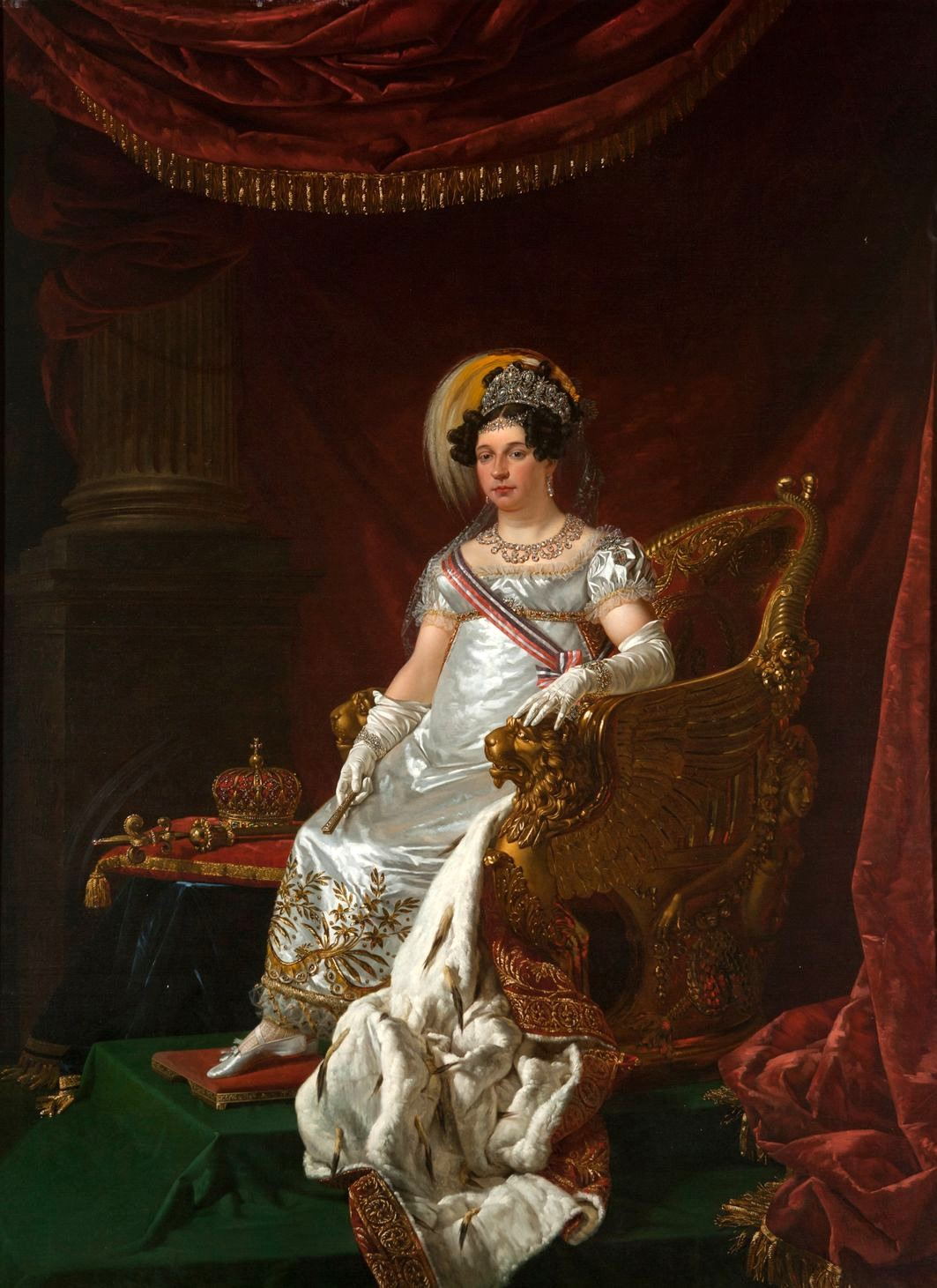
Пітер ван Ханселер. Принцеса Марія Ізабелла Іспанська, бл. 1820
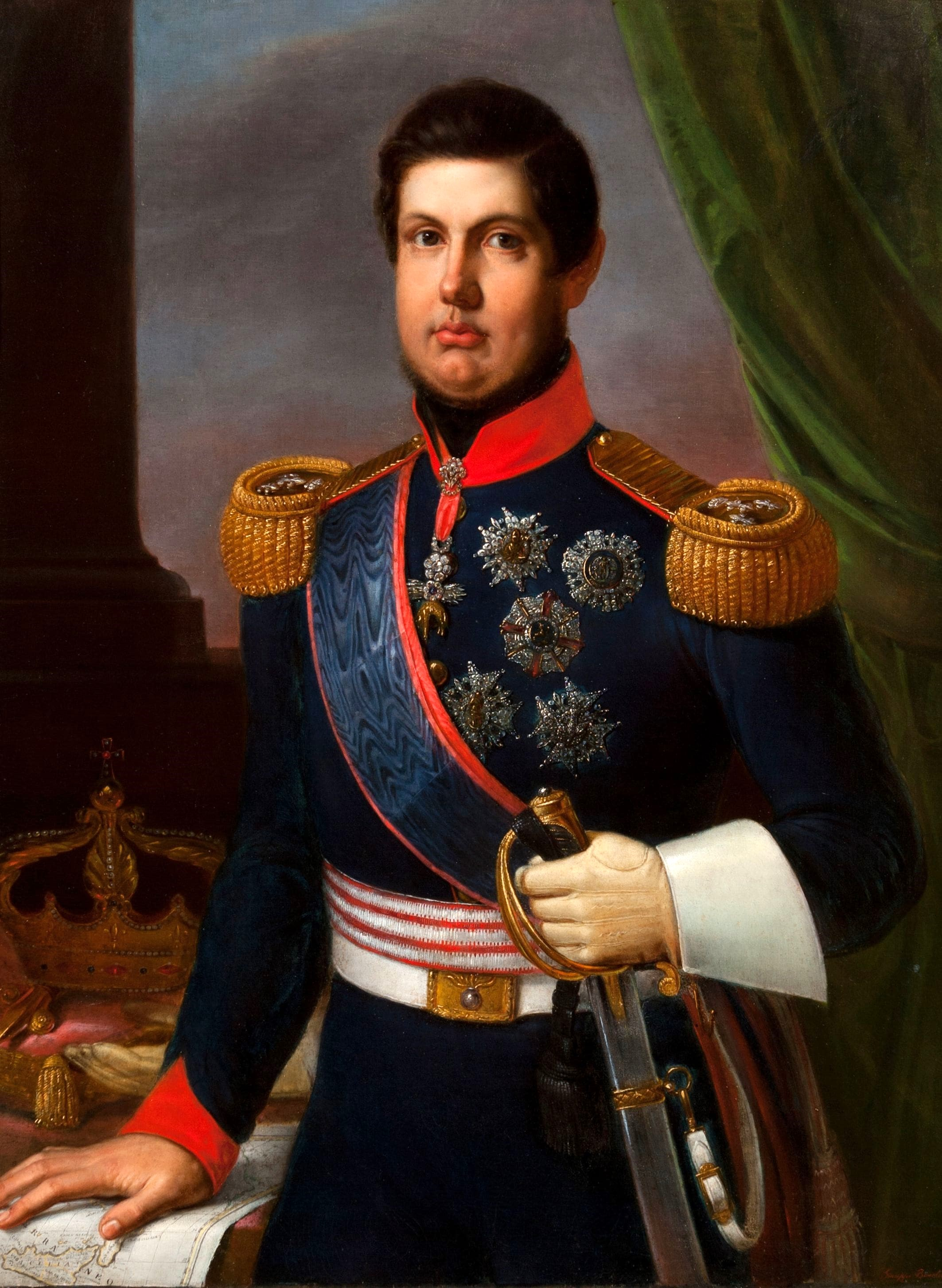
Худ. Джузеппе Боноліс. Король Фернандо II, бл. 1835

## Палац Казерта у XX столітті
- З 1919 року палац Казерта став власністю італійської держави. Королівські апартаменти були відчинені для відвідувачів як музей побуту. В інших приміщеннях розмістили низку державних установ.
- В роки режиму Беніто Муссоліні увесь палац за його наказом віддали  Військовій академії аеронавтики. Під час військових операції у Неаполі і околицях палац постраждав від гармат, особливо постраждав старовинний бароковий сад. Постраждала і каплиця палацу, де були знищені дев'ять картин вівтаря.
- 14 грудня 1943 року палац Казерта відбили у ворога вояки союзників, що розмістили в ньому головний штаб. 27 квітня 1945 року в палаці відбулося підписання угоди про остаточну капітуляцію вояків нацистської Німеччини в Італії. Але палац і, особливо, сад бароко, що постраждали від обстрілів, потребували консервації і негайної реставрації.
- У повоєнний період були ремонтовані зали. Картини, палацові меблі, бібліотека були частинами перевезені у інші палаци. Особливо масштабні відновлювальні роботи були проведені в саду бароко, що надто постраждав під час обстрілів. Були замінені або наново висаджені цілі масиви самшиту, переважно за проєктами Луїджі Ванвітеллі та садівника Мартина Бьянкура. Реставраційні роботи були закінчені у 1958 році. Для відвідин знову були відкриті колишні королівські апартаменти, палацовий театр і палацові сади.
- Колишні приміщення офіційних установ віддали новим місцевим установам — кампанії «Storia Patria», Адміністрації культурного спадку Казерти, регіональній туристичній установі. В палаці розмістили також Учнівський туристичний коледж.
- 1994 року в палацових залах тодішній президент Італійської республіки  Оскар Луїджі Скальфаро приймав голів семи розвинених держав Західної Європи (Велика Сімка).
- 1997 року Палац Казерта став частиною всесвітнього культурного спадку ЮНЕСКО в Італії, куди увійшли також сад бароко, пейзажний парк, акведук Ванвітеллі, ансамбль споруд ремісників XVIII століття у Сан Леучо.